# Storia di Bergamo

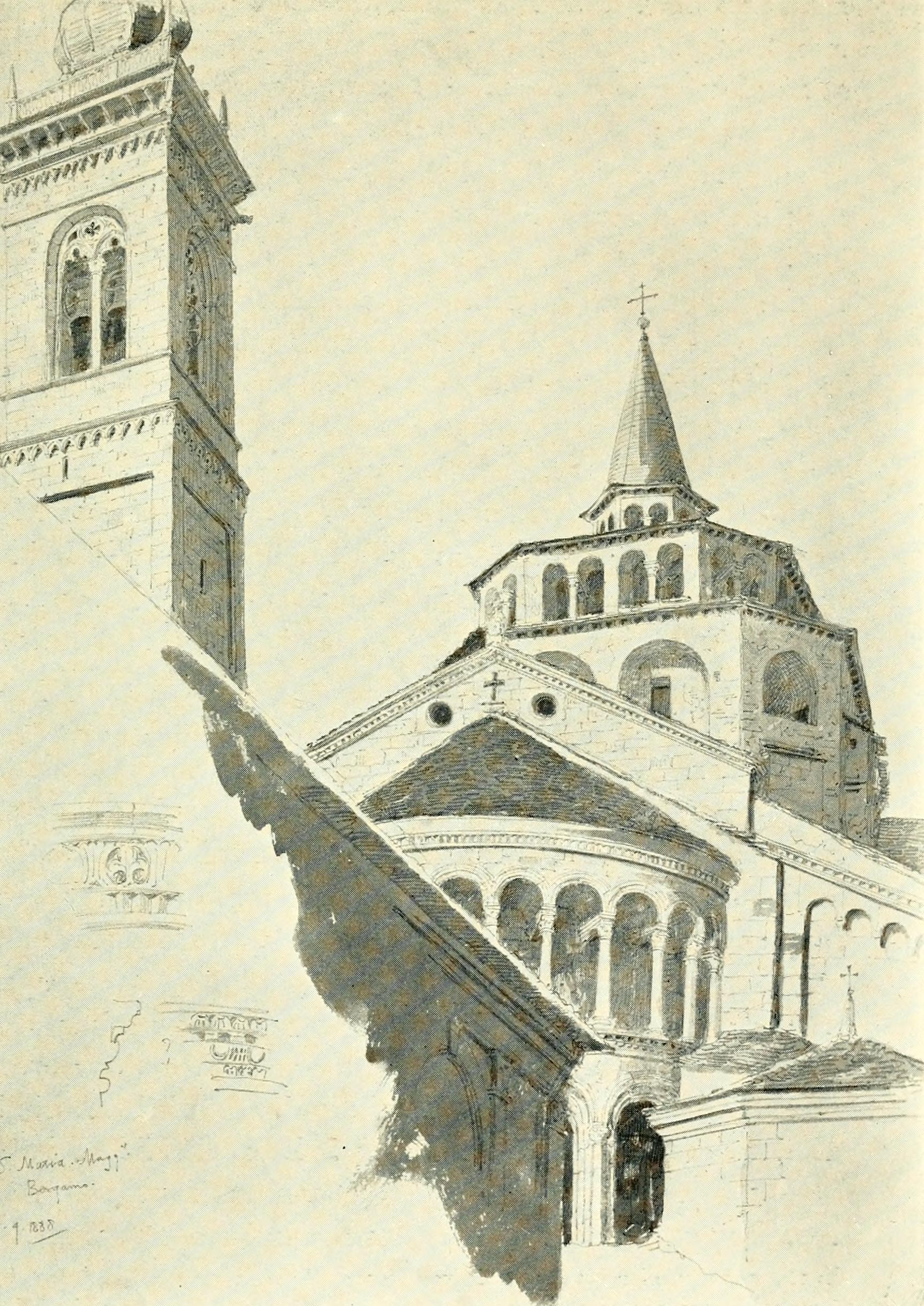
Schizzo di Santa Maria Maggiore, Sir Thomas Graham Jackson, 1913

Storia di Bergamo e del suo territorio.

## Origini del nome
Numerose sono le ipotesi avanzate per spiegare l'origine del toponimo Bergamo. In latino classico il toponimo è attestato come Bergomum, mentre nel latino tardo Bergame.
Un'ipotesi plausibile lo accomuna alla base prelatina barga "capanna" o a nomi liguri quali Bergima (località nei dintorni di Marsiglia) da una radice *bherg, "alto".
Lo storico e politico bergamasco Bortolo Belotti ha accostato il toponimo a precedenti nomi preceltici (barra?) a cui sarebbe seguito il nome Bèrghem, di cui Bergomum sarebbe stata solo la latinizzazione.
Antonio Tiraboschi ha invece sostenuto l'ipotesi di una derivazione germanica di Bergamo da *berga(z) "monte" e *haima(z), "insediamento" ma anche "mondo"; tuttavia tale ipotesi si scontra con l'assenza di documenti riguardo a insediamenti germanici nella zona prima della conquista romana.
È stata infine proposta un'origine indoeuropea del nome, accostandola all'area linguistica mediterranea orientale e a toponimi quali Praga, Parga, Barga, Pergamo, Bergamo, derivanti dall'accadico parakkum, posto alto nel tempio, cella, santuario, Le Origini "cittadella, rocca" (in riferimento ad abitazioni fortificate in cima a un colle), ma anche in questo caso l'ipotesi non è attestata.
Bèrghem è ancor oggi il toponimo utilizzato in bergamasco.

## Gli Orobi popolazione primigenia
L'area della provincia di Bergamo sarebbe stata abitata, sin dall'età del ferro, dalle popolazioni degli Orobi, popolazione di Celto-Liguri formatasi attraverso la penetrazione di genti provenienti dalle regioni del Reno e del Danubio nell'Italia nord-occidentale in età molto più antica delle invasioni celtiche storiche del IV secolo a.C. e stanziatisi tra l'Oglio ed il Ticino, collegate alla Cultura di Golasecca.
Plinio il Vecchio, riportando le parole di Origines, un'opera di Catone il Censore andata dispersa, attribuisce loro la fondazione di Como, Bergamo, Licini Forum e Parra: 
(Oromobiorum stirpis esse Comum atque Bergomum et Licini Forum aliquotque circa populos auctor est Cato, sed originem gentis ignorare se fatetur, quam docet Cornelius Alexander ortam a Graecia interpretatione etiam nominis vitam in montibus degentium. (125) In hoc situ interiit oppidum Oromobiorum Parra, unde Bergomates Cato dixit ortos, etiamnum prodente se altius quam fortunatius situm.)
Nei numerosi manoscritti della Naturalis Historia pervenutici e conservati nelle biblioteche europee, generalmente viene trascritto il nome Orobii. In quello maggiore del 1469, considerato il più antico, compare Orumbovii e in quello leidense, pure ritenuto tra i più antichi, Orumobii. Una volta compare Orumbivi.

Gli storici classici, come Plinio stesso, li ritengono di origine greca, facendo risalire l'etimologia del nome dal greco "Ορων βιον" (Òron bìon, "abitanti della montagna"). Differente è l'interpretazione moderna.
Una migliore analisi del nome, rivela una più probabile origine ligure: or è un termine preindoeuropeo che significa acqua e bo è un termine indoeuropeo dato alle abitazioni. Considerando che il nome Orumbovi venne trasmesso ai Romani dai Galli, nulla di più logico che interpretarlo come "coloro che abitano sull'acqua o palafitticoli".

## I miti fondativi:Barraligure ed etrusca
Liguri
     Veneti
     Etruschi
     Piceni
     Umbri
     Latini
     Osci
     Messapi
     Greci

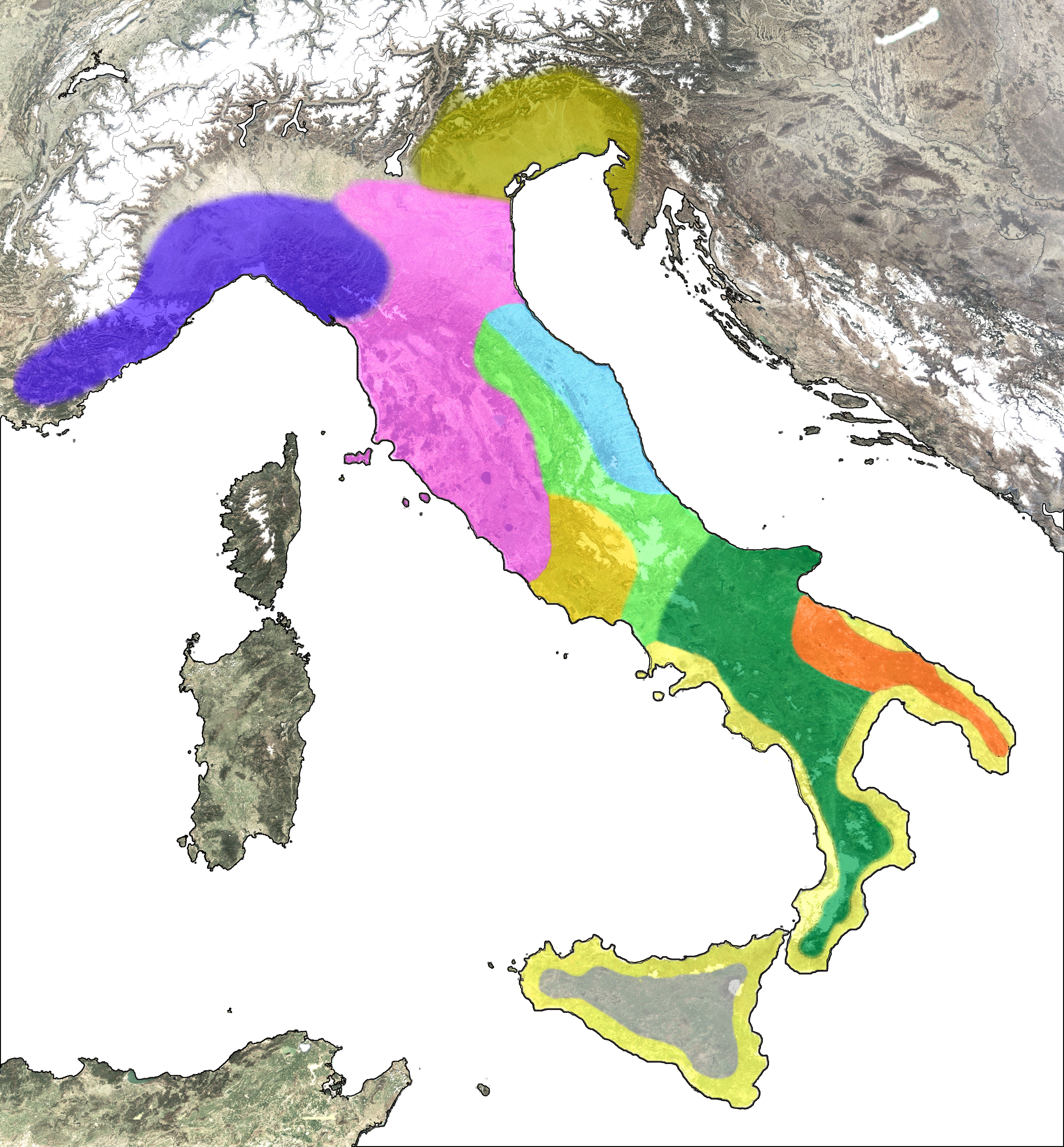
I popoli dell'Italia antica:
Liguri
Veneti
Etruschi
Piceni
Umbri
Latini
Osci
Messapi
Greci

Un primo abitato, denominato Barra, sarebbe stato fondato da Cydno, figlio di Ligure, capostipite della popolazione dei liguri. Cydno tracciò un solco quadrato con l'aratro dall'attuale colle della Fara (Sant'Agostino) fino al colle di Sant'Eufemia.
Una diversa ipotesi fa risalire la fondazione o il consolidamento del primo abitato alle popolazioni etrusche dilagate nella pianura padana nel VI secolo a.C., che avrebbero fortificato Barra con mura di grandi massi.

## Le incursioni celtiche: Cenomani e Senoni; la sconfitta di Brenno
Verso il 550 a.C. la città venne conquistata, assieme a Brescia e Verona, dai Galli Cenomani che si abbandonarono a uccisioni e devastazioni, com'era la consuetudine.
Successivamente, poco dopo il 390 a.C. secondo la leggenda, Bergamo fu teatro della sconfitta dei Galli Senoni che capeggiati da Brenno erano reduci del sacco di Roma e della battaglia di Fiesole. Ritenendo che la città rappresentasse un'ottima base strategica per il controllo delle valli e dei commerci che da lì si sviluppavano, Brenno ne chiese la sottomissione. Reagì al rifiuto espugnandola e radendola al suolo; fatta propria la città, fece erigere un castello nella zona che oggi porta il nome di Breno, nel contiguo comune di Paladina.
Roma, ancora scossa per l'invasione e saccheggio subiti di recente e considerando Brenno una pericolosa spina nel fianco, inviò un esercito per sconfiggere il Gallo una volta per tutte. Tuttavia il console romano anziché dare battaglia e contro le intenzioni di Roma, propose al capo Gallico un duello, risparmiando così i due eserciti.
Il duello fu vinto dal condottiero romano che, in segno di vittoria, prese dal Gallo il suo collare (torque) e fu da allora ricordato infatti come Torquato.
La leggenda ci narra che Brenno - umiliato dal disonore della sconfitta personale e di avere avuto ciononostante la vita risparmiata - si suicidò annegandosi nel fiume Brembo il quale ne avrebbe acquistato il nome; benché tale tradizione sia affascinante, l'evidenza fornita da seri studi pare dimostrare la provenienza del toponimo da altre origini linguistiche, pur sempre celtiche.

## Bergomummunicipio romano

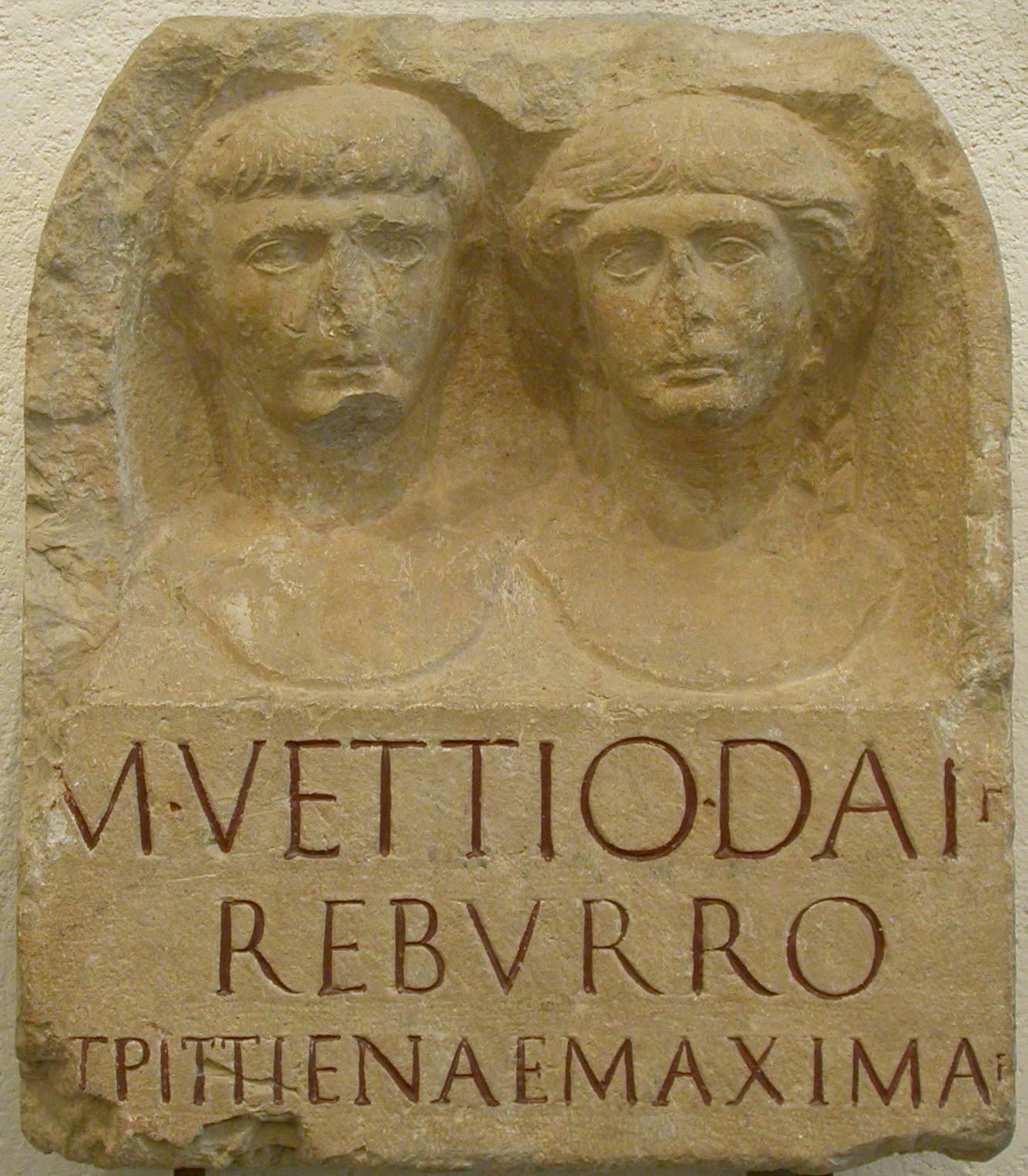
Stele di M. Vettio Reburro e moglie, nell'ex Museo civico archeologico di Bergamo. CIL V 5199.

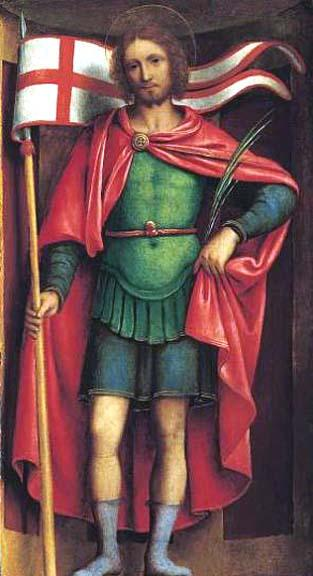
Sant'Alessandro di Bergamo - Bernardino Luini

Da quel momento i bergamaschi, secondo questa leggenda, sarebbero diventati sudditi di Roma, anche se in realtà la conquista romana avvenne due secoli più tardi, attorno al 200 a.C. La vecchia società muore e viene sostituita da nuove leggi, nuovi ordinamenti amministrativi e nuove religioni. Inizia un periodo piuttosto lungo di benessere e prosperità e il nuovo insediamento di Bergomum diviene un fiorente municipio fortificato.
Insieme a tutti gli abitanti dei territori transpadani, anche i bergamaschi divengono cittadini romani nel 49 a.C., in seguito ad un editto di Giulio Cesare. Attorno all'anno 100, nell'epoca di Traiano, viene costruito il ponte di Lemine, sulla strada militare che collega Bergamo a Como. Resterà in funzione (conosciuto come ponte della Regina) fino al 1493. Poco più avanti anche a Bergamo appaiono i primi cristiani e secondo la leggenda nel 303 d.C. sant'Alessandro, patrono della città, viene decapitato.

## Bergamo nelle invasioni barbariche
A partire dall'inizio delle invasioni barbariche del V secolo, che provocarono la caduta dell'Impero romano d'Occidente, la città viene ripetutamente invasa e saccheggiata.
Nel 402 iniziano i Visigoti di Alarico I e nemmeno circa cinquant'anni dopo è la volta degli Unni di Attila. Quindi tocca a Eruli, Ostrogoti e infine ai Bizantini.
L'Italia non si era ancora ripresa dalla disastrosa Guerra gotica (535-553), vinta dai Bizantini contro gli Ostrogoti, che un'altra invasione, quella longobarda, si abbatté su un territorio semidistrutto e su una popolazione rarefatta e ridotta alla fame. Anche Bergamo e il suo contado, reduci dai precedenti eventi bellici, subirono le dure condizioni della conquista longobarda.

## Il Ducato longobardo

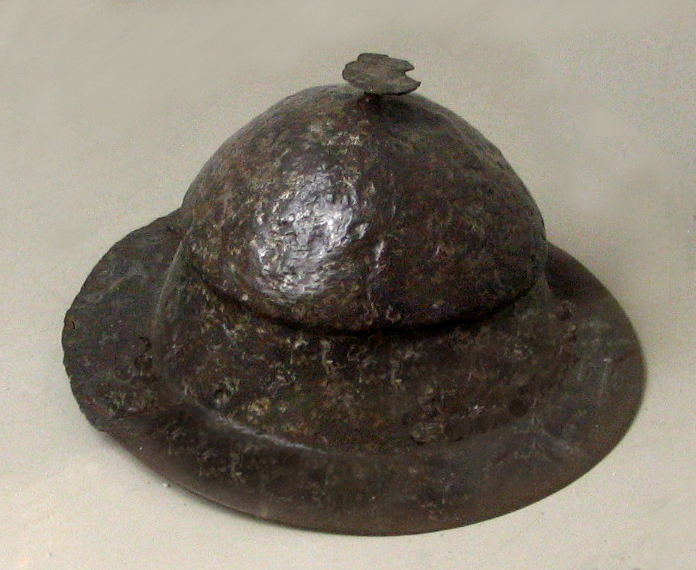
Umbone longobardo

Con l'invasione del 568 guidata da Alboino anche Bergamo cadde sotto il dominio longobardo, assumendo un'importanza notevole per la sua posizione geopolitica. Bergamo, infatti, costituiva il crocevia tra le strade militari che congiungevano il Friuli alla parte occidentale della Pianura padana e a Pavia, capitale del regno.
Il Ducato di Bergamo fu una delle entità territoriali che formarono il regno longobardo. Creato intorno al 570, poco dopo l'invasione guidata da Alboino, cessò di essere sede ducale nel 702.
Durante il decennio di anarchia longobarda (Periodo dei Duchi) a seguito dell'uccisione di Alboino e di Clefi, Bergamo fu governata da Wallari, primo duca di Bergamo e del suo territorio nel tumultuoso periodo della conquista longobarda non ancora consolidata.
Tra il 590 e il 594, il secondo duca di Bergamo, Gaidulfo, si ribellò al nuovo re longobardo Agilulfo. Il ducato di Bergamo, inteso come complesso politico-militare, ma non ancora territoriale, era infatti tra i più importanti e agguerriti ducati longobardi. Nel 594 Agilulfo sconfisse definitivamente la ribellione, giustiziando Gaidulfo e altri duchi ribelli.
(Paolo Diacono, Historia Langobardorum, IV, 13)
Nella seconda metà del VII secolo la dinastia Bavarese garantì l'affermazione della religione cattolica, a discapito di altre scelte religiose, ormai minoritarie dei Longobardi (paganesimo, arianesimo, Scisma tricapitolino). A Bergamo si evidenziò la forza nascente del vescovo nella persona di Giovanni, figura particolarmente carismatica, che riportò al culto cattolico la Basilica autarena di Fara Gera d'Adda, fino ad allora dedicata al culto ariano.
Il passaggio tra il VII e l'VIII secolo fu un momento di grave anarchia nel regno longobardo. L'ultimo duca di Bergamo, Rotarit, alla morte di re Cuniperto si schierò al fianco dell'erede al trono minorenne, Liutperto, e del suo tutore Ansprando. Sconfitto una prima volta da Ragimperto (700) e una seconda da Ariperto II (702), si rinserrò nella sua Bergamo e si proclamò anti-re. Ariperto marciò contro di lui, lo sconfisse dopo un sanguinoso assedio e, dopo avergli fatto rasare il capo e la barba in segno di disprezzo (era il trattamento applicato a schiavi e prigionieri di guerra), lo relegò a Torino dove lo fece uccidere. Il ducato venne soppresso e ridotto a gastaldato governato direttamente dal re attraverso propri uomini di fiducia.

## I franchi, la contea gisalbertina e i vescovi-conti

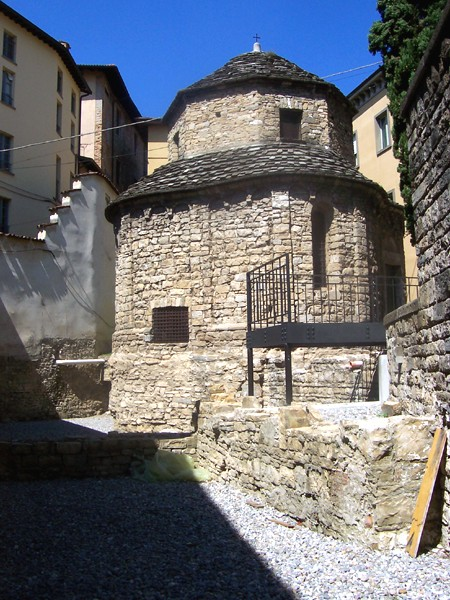
La rotonda di Santa Croce, romanico del X secolo

Bergamo e il suo territorio riacquisirono una struttura politica autonoma soltanto dopo la conquista dell'Italia settentrionale da parte di Carlo Magno, nel 774. L'imperatore eresse infatti Bergamo a sede di una contea, insediandovi un grande mercato commerciale.
Agli amministratori longobardi, i gastaldi, si sostituirono i conti, pur sopravvivendo la precedente aristocrazia longobarda benché privata, almeno all'inizio, di ogni potere politico.
Nell'894 la città è distrutta dall'esercito dell'imperatore Arnolfo, sceso in Italia su invito di papa Formoso e di passaggio, proveniente da Verona e diretto a Milano.
Un nuovo saccheggio avviene nel 902: il re d'Italia Berengario del Friuli e i mercenari ungari occupano la città, che si era ribellata.
Nel 904 Berengario concede al vescovo Adalberto la piena giurisdizione civile e militare sulla città. I “vescovi-conti” governano la città per due secoli, fino alla deposizione dell'ultimo vescovo nel 1098 e la nascita del libero comune.
Nel 923 con l'ascesa politica di Gisalberto, conte di Bergamo (Comes civitatis bergomensis), la contea acquista un carattere personale e patrimoniale. Il suo titolare agiva in nome e per conto proprio, a volte anche in contrasto col sovrano a cui avrebbe dovuto essere legato da un rapporto di fedeltà personale,
Bergamo sotto il conte Gisalberto I e il vescovo Adalberto ebbe uno sviluppo non solo demico ed economico ma anche e soprattutto politico. La città si distinse dal resto del territorio acquistando una sempre maggiore individualità che, tuttavia, non sconfinava ancora in autonomia.
Si rafforzò progressivamente la posizione dell'Episcopato di Bergamo, impersonato dal vescovo Adalberto, che assumeva sempre maggiore forza e valenza politica divenendo spesso arbitro nelle controversie, specialmente nel periodo successivo della dinastia imperiale degli ottonidi.
Lo stesso episcopato avrebbe eroso la posizione dei Gisalbertini, spostandone la sfera d'influenza fuori della città, prima nei suburbi poi sempre più a sud verso Cremona, fino alla loro scomparsa dalla scena politica, trasformatisi da titolari di poteri pubblici in signori feudali e terrieri.
Sarà l'affermazione del Comune a prevalere definitivamente sui Gisalbertini e poi anche sull'episcopato che prima aveva sostenuto.

## Bergamo libero comune

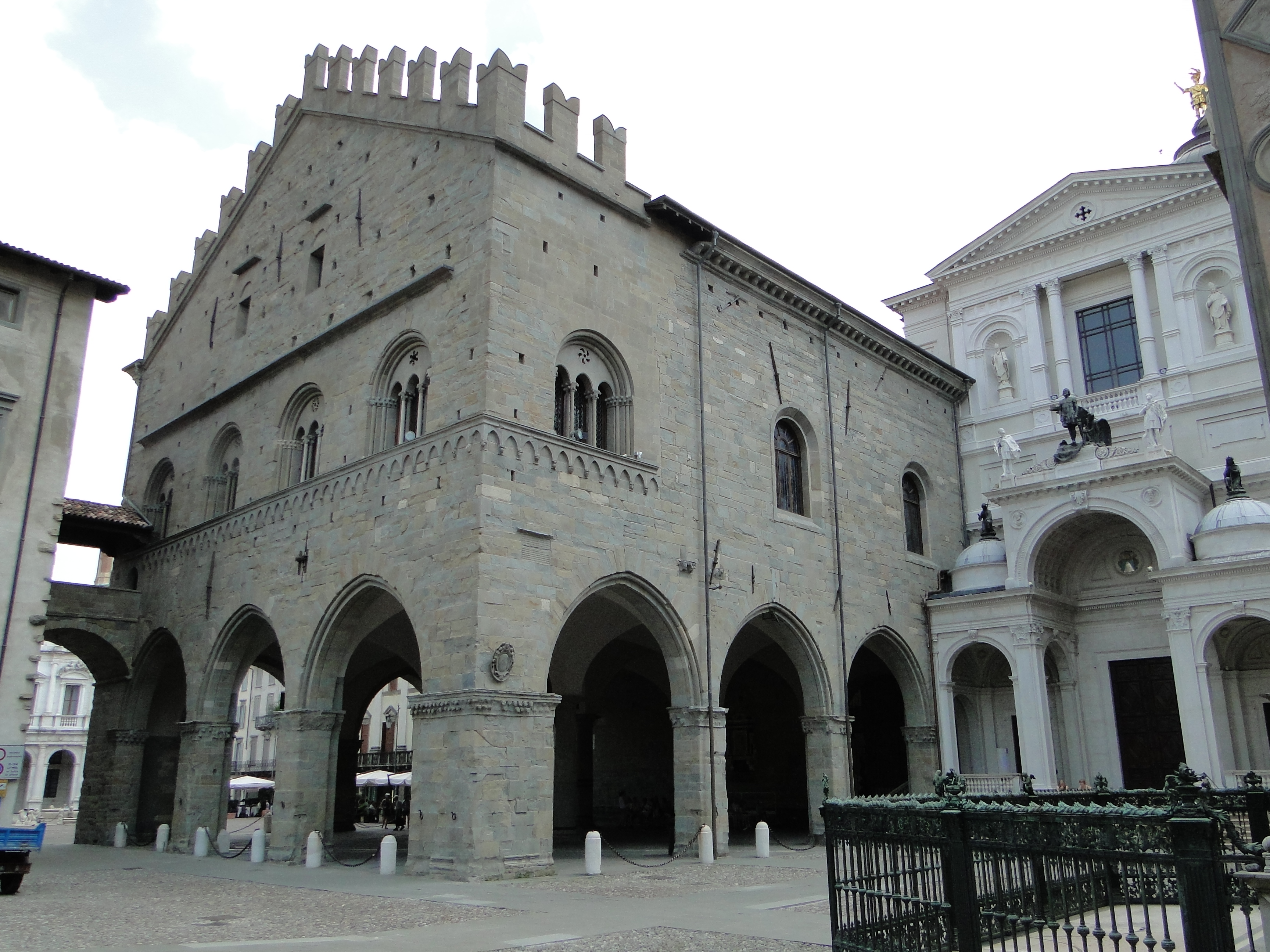
Il Palazzo della Ragione (fronte medievale), sede del libero comune.

Bergamo viveva nel corso dell'XI e XII secolo una forte evoluzione politica sotto la spinta del cambiamento socio-economico della propria comunità. Accanto al sempre più potente vescovo si stava formando una nuova classe di cives (cittadini) che supportava l'episcopato e da questi era tutelata in una linea di condotta filoimperiale. Essi, attraverso propri consules (consoli), assunsero la gestione politica della città.
Il potere cambiò solamente titolare passando dal vescovo a quei maggiorenti che erano stati la stampella politica della sua gestione: nacque così il Comune di Bergamo.
Nel 1098 il vescovo Arnolfo, già scomunicato da papa Gregorio VIII per simonia, viene dichiarato deposto dal Concilio di Milano ed è cacciato anche da Bergamo nel 1106, che si proclama, nel giro di pochi anni, libero comune.
Nel 1137, come ex voto dei bergamaschi a Maria per essere scampati a un lungo periodo di siccità, e per volontà del vescovo Gregorio, iniziano i lavori di rifacimento e ingrandimento di una piccola chiesa risalente all'VIII secolo dedicata a Maria. Nasce la Basilica di Santa Maria Maggiore.

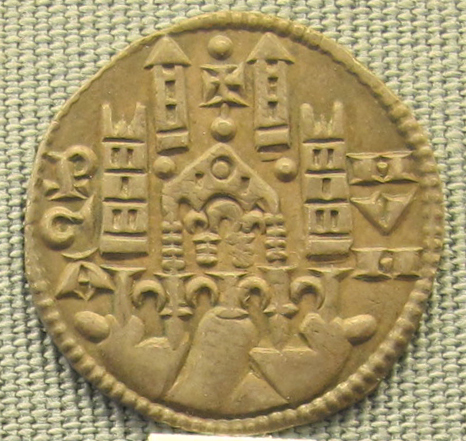
Grosso bergamasco da 6 imperiali di Federico II, 1220-1250 (logo dell'Università di Bergamo.

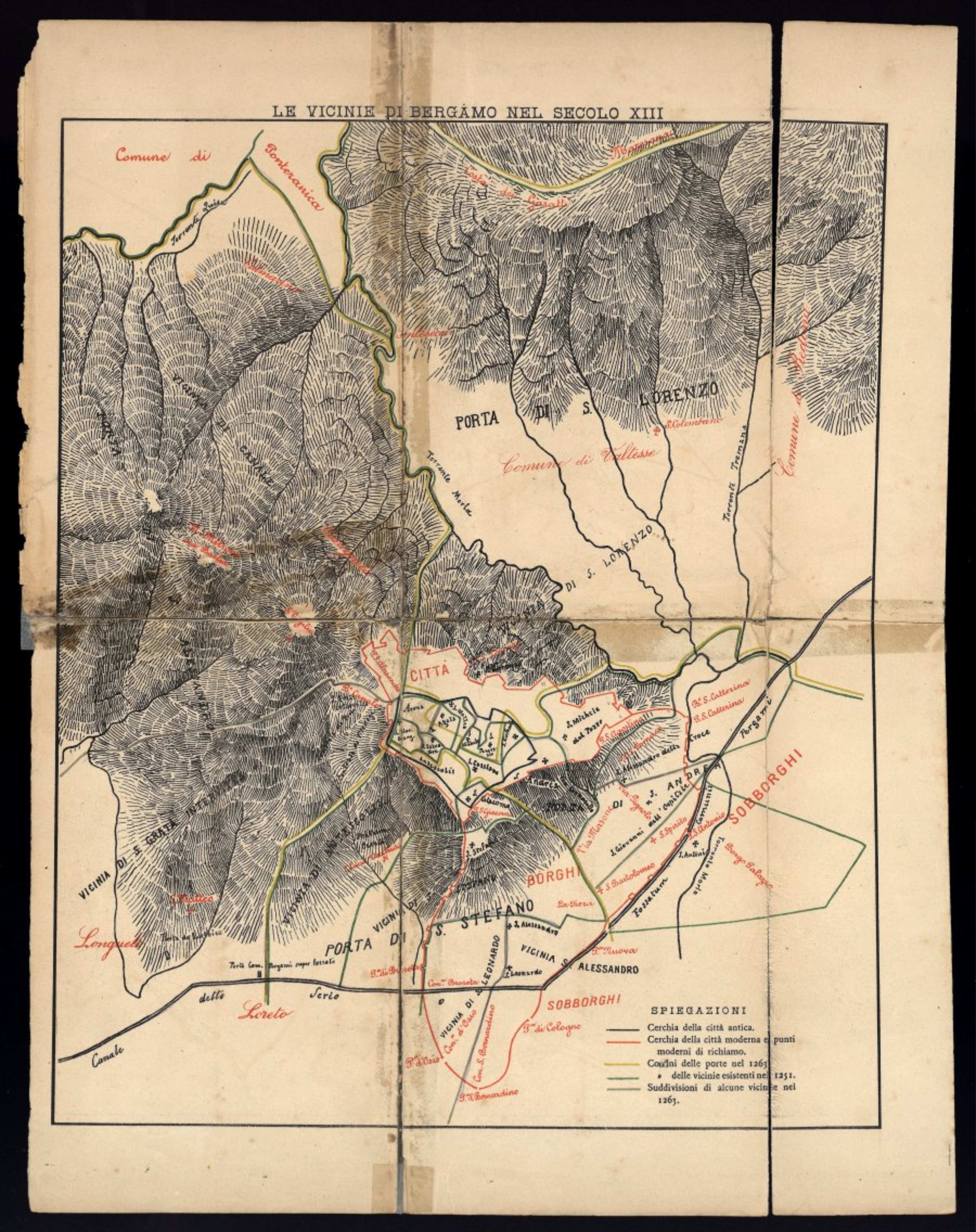
Vicinìe di Bergamo nel XIII secolo.

Nel 1156 Federico Barbarossa concede alla città il diritto di battere moneta ma l'11 marzo dello stesso anno scoppia, per questioni di predominio territoriale, la prima guerra contro il libero comune di Brescia.
Nel 1155 tale Giovanni Brusati (od un suo erede) possedeva in feudo il Castello di Volpino. Brescia desiderava unire questo al suo territorio, ma il feudatario lo concesse, dietro compenso, a Bergamo. Questo fu causa di una guerra vinta nel 1156 dai bresciani, che trafugarono lo stendardo di Sant'Alessandro.
Nel 1161 però i bergamaschi lo recuperarono, ed a seguito di questo evento venne stipulata una pace, con la mediazione dell'Imperatore, che prevedeva la distruzione del castello di Volpino, l'attribuzione a Brescia del Castello di Ceratello e del Castello di Qualino e la spartizione della terra lasciando a Bergamo quella prospiciente il Lago d'Iseo e Lovere
Tuttavia nel 1162 Barbarossa distrugge Milano; cinque anni dopo, Bergamo è tra i comuni che il 7 aprile 1167, nel monastero benedettino di Pontida, fondano la Lega Lombarda. Quando questa, il 29 maggio 1176, sconfigge a Legnano l'esercito imperiale, i bergamaschi festeggiano per giorni. Ciononostante, nel 1184, lo stesso imperatore entra in città salutato, secondo le cronache dell'epoca, da vere e proprie manifestazioni di entusiasmo.
Accade anche che, il 7 luglio 1191, con la Battaglia di Rudiano, i bresciani sconfiggano i bergamaschi, alleati con Cremona, obbligandoli a lasciare sul campo di battaglia di Cividate al Piano, sulle rive del fiume Oglio, oltre tremila cadaveri.
Nel 1198, a Bergamo, viene terminato il Palazzo della Ragione e la città comincia ad espandersi fuori dalle mura, gettando le basi dell'odierna "città bassa".
Nel 1206 scoppia una vera e propria battaglia tra le fazioni bergamasche dei Suardi (alfieri dei nobili e ghibellini) e dei Rivola (alfieri della fazione popolare e guelfi). Con la costituzione del comune si formarono due società in armi, quella sotto il nome di società di San Salvatore e la seconda nel 1289 di Santa Maria Maggiore: Ordo militiae gloriosae Virginis Maiae gestita dalla famiglia Suardi che in pratica occuparono militarmente la chiesa mariana, che era comunale. Ebbe così inizio un forte scontro tra i Suardi e il podestà che chiese la collaborazione delle altre famiglie nobili di Bergamo. La società di san Salvatore divenne una vera società militare e il 20 luglio 1320 fu messo a capo di questi Giacomo del Zoppo.
L'istituto comunale bergamasco è in profonda crisi e, quasi come reazione, nascono numerose sette religiose (in particolare quella dei Poveri Lombardi). Il papa bolla Bergamo come città eretica.
Tra gli inquisitori papali, per fanatismo e numero di vittime, si distinguono tali frate Lanfranco da Bergamo e frate Giovanni Fontana.
Sul fronte politico interno i Suardi si alleano coi Colleoni, e il 18 maggio 1226 la battaglia tra queste due famiglie e la famiglia dei Rivola dura più di una giornata.
I bergamaschi però, stanchi di tante uccisioni, il 14 febbraio 1230 festeggiano la nascita della Società del Popolo, creata con speciale statuto e forte di circa duecento fanti, col fine di provvedere al bene della città senza distinzioni tra cittadini.
Il tempo passa e Bergamo, nel novembre 1237, si schiera con le truppe imperiali contro la Seconda Lega Lombarda.
Nella battaglia di Cortenuova le perdite dei nemici dell'imperatore Federico II sono altissime: circa seimila morti e quattromila prigionieri.

Bergamo, nel timore di subire vendette da parte dei comuni traditi, arriva ad affidarsi alla protezione di altri, inizialmente dei Visconti di Milano, protettori dei ghibellini. Numerosi guelfi vengono giustiziati ed i cittadini bergamaschi pagano i costi di tale alleanza in termini di nuove tasse e tributi.
Nel 1265 nasce, su iniziativa del Vescovo e di Pinamonte da Brembate, il Consorzio di Misericordia, grossa organizzazione assistenziale ancora oggi operante.
Il 10 marzo 1296 scoppia in città una furiosa battaglia tra il partito dei guelfi (capeggiati dai Colleoni, ormai ex alleati dei Suardi) e il partito dei ghibellini, capeggiati dai Suardi.
È l'epilogo di una sanguinosa guerra civile che si conclude con la fuga dei Suardi a Milano, dove chiedono la protezione dei Visconti. Costoro inviano un piccolo esercito sotto le mura di Bergamo e allora tocca ai Colleoni sgomberare il campo. I Suardi rientrano in città e l'esercito visconteo, raggiunto lo scopo, ritorna a Milano.
Allora gli alleati dei Colleoni, i Rivola e i Bonghi, attaccano i Suardi nuovamente e questi, sconfitti, devono fuggire una seconda volta. I Colleoni allora ritornano ma, incredibilmente, si alleano coi Suardi e a lasciare Bergamo sono ora i Rivola.

## Le Signorie: Visconti e Malatesta

Stemma visconteo di Bergamo, XIII-XV secolo.

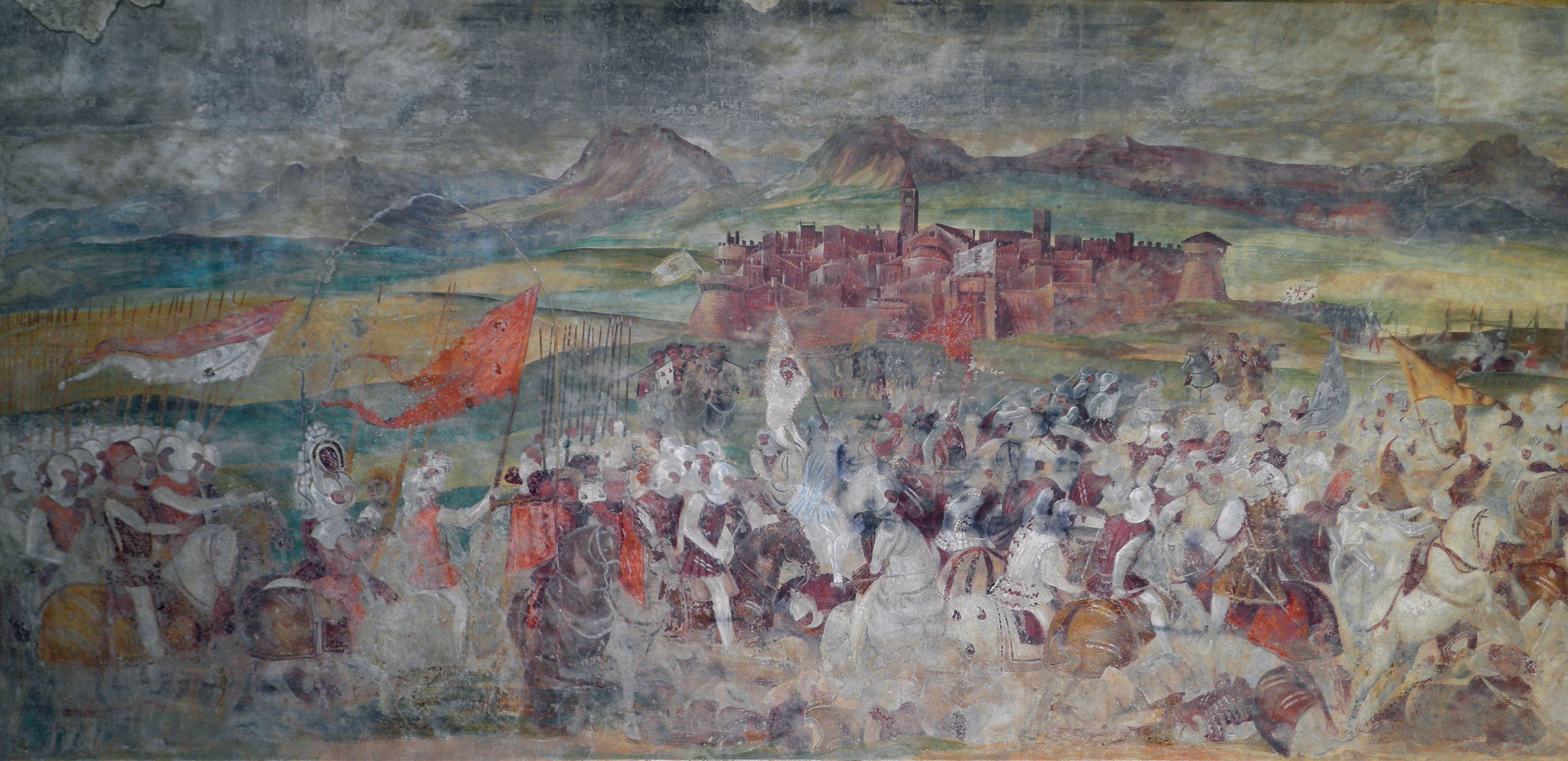
Assedio di Bergamo del 1437. Affresco del castello di Malpaga.

Tutte queste lotte intestine indeboliscono ulteriormente l'istituzione comunale: il 4 febbraio 1331 i Bergamaschi spalancano le porte a Giovanni I di Lussemburgo, Re di Boemia e di Polonia, acclamandolo come liberatore e signore perpetuo, il quale emana nuovi statuti cittadini e avvia la costruzione della Rocca sul colle di Sant'Eufemia.
L'illusione dura appena un anno e mezzo: il 27 settembre 1332, il milanese Azzone Visconti con l'appoggio dei soldati dei Gonzaga e di Mastino II della Scala, sconfigge il presidio di re Giovanni dopo una sanguinosa battaglia e si impadronisce di Bergamo, aiutato dalla sollevazione di una parte della popolazione stessa. Divenuto signore al posto del re di Boemia, Azzone porta a compimento la Rocca nel 1336.
Durante il dominio di Milano, viene costruita a scopo difensivo e di controllo la Cittadella fortificata, mentre nel 1335 viene completata la fortificazione del castello di San Vigilio.
La città viene conquistata da Pandolfo III Malatesta nel 1407, cui dodici anni dopo segue una rivolta ghibellina capitanata da Filippo Maria Visconti, riportando a Bergamo il governo visconteo.
Nel XIV secolo Raimondo da Bergamo traduce in volgare bergamasco il Trésor di Brunetto Latini.

## Bergamo nellaSerenissimaRepubblica di Venezia

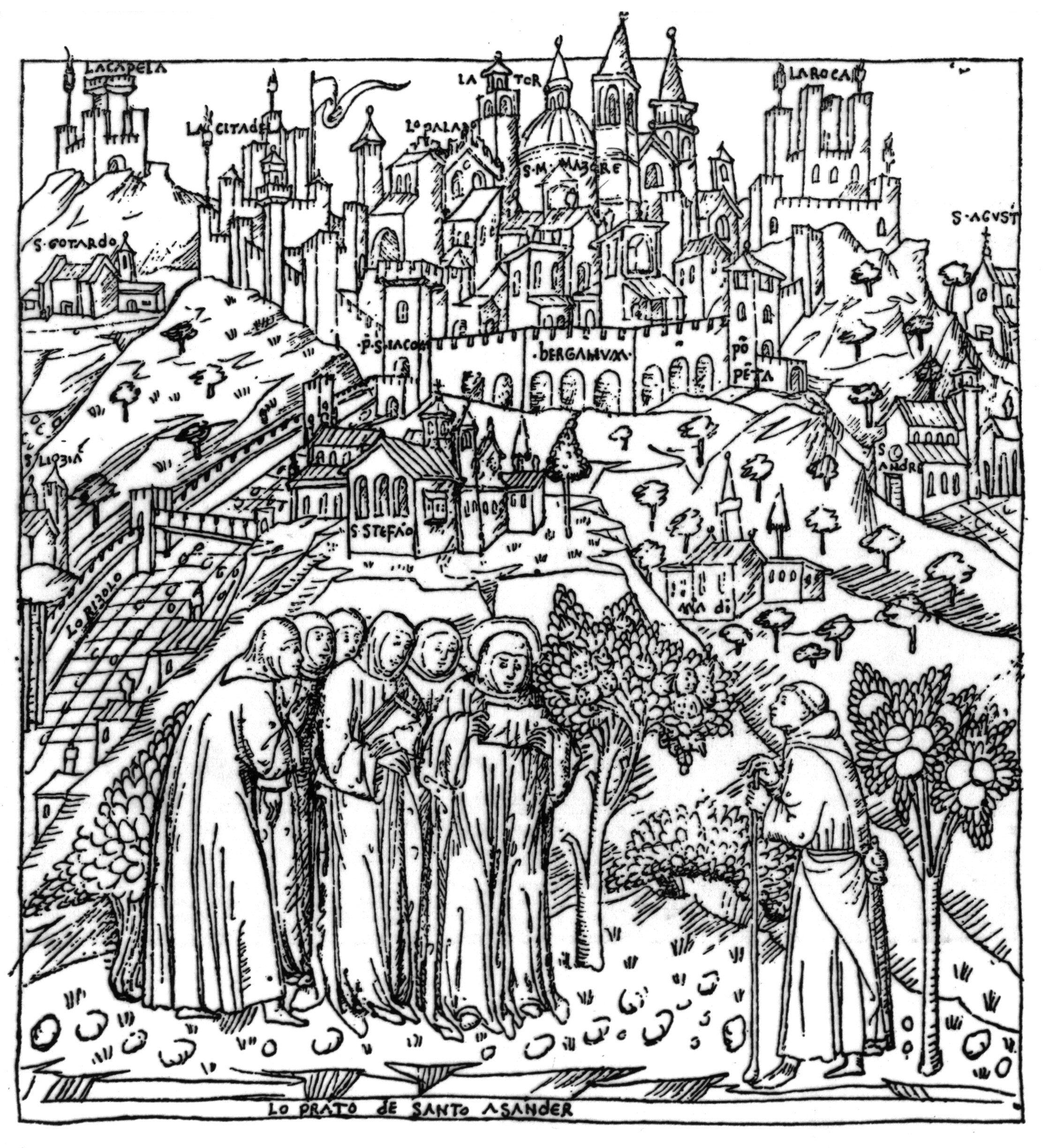
Miniatura di Bergamo nel 1450

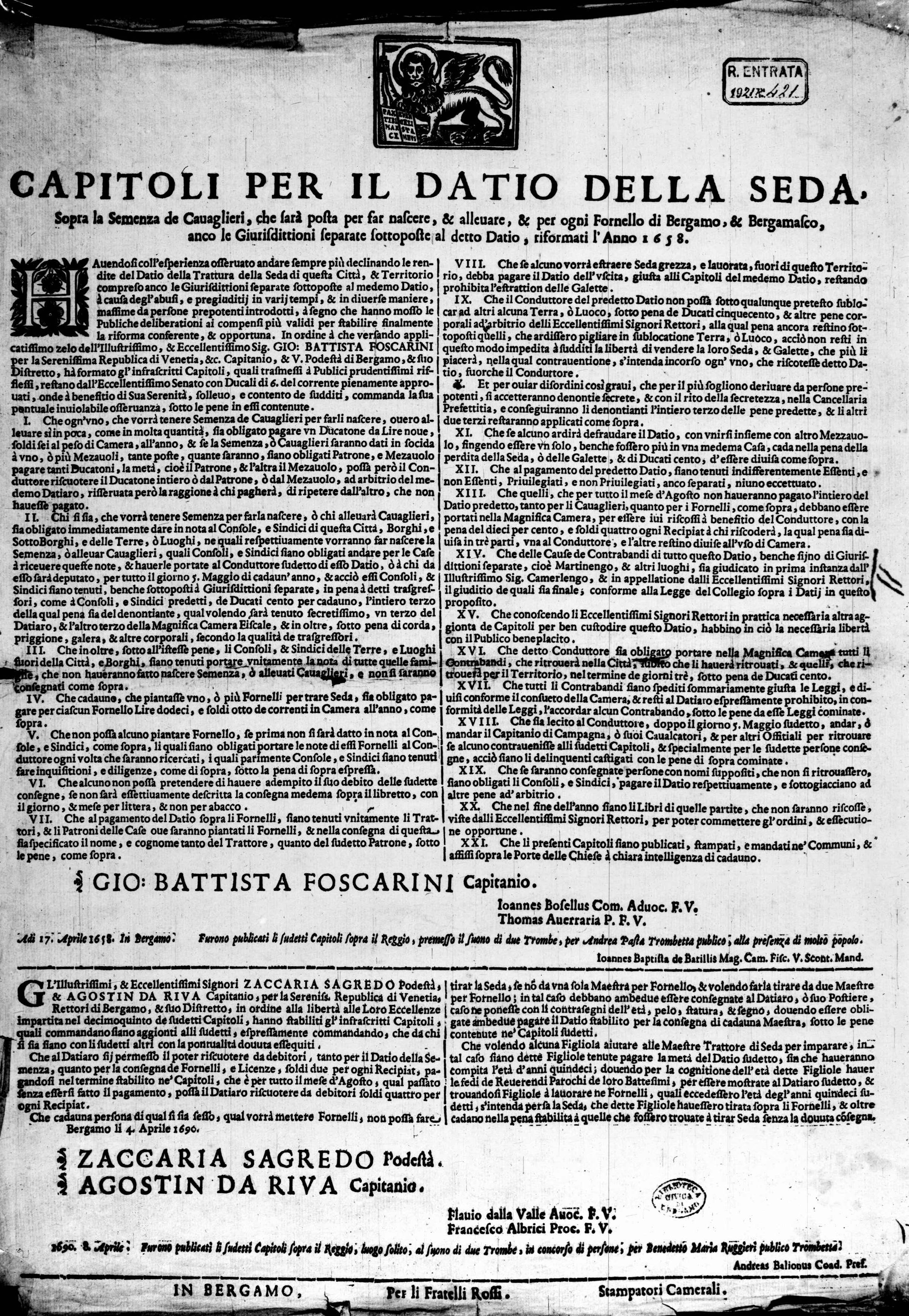
Capitoli per il dazio della seta, Bergamo 1690

Bergamo diviene infine parte della Serenissima Repubblica di Venezia il 6 maggio 1428, a seguito della vittoria del conte di Carmagnola nella battaglia di Maclodio. La repubblica istituì un palio annuale che ogni anno ricordasse questo importante evento già dall'anno successivo. Questo risulta inserito negli statuti del 1430 e del 1453, e negli editti stampati e pubblici del 1491 e 1727.
Bergamo, città di confine e sulla strada per la Svizzera (via Priula e via Mercatorum), ebbe da Venezia ampie autonomie: la Serenissima lascia sopravvivere le antiche magistrature locali e le istituzioni politiche, con la supervisione di un reggente veneziano.
Venezia fa completare la fortificazione della città bassa con la costruzione delle Muraine (1431-1453), che non dovevano solo proteggere i borghi che si erano sviluppati fuori dalle mura medievali, ma diventavano una tassazione col pagamento del dazio per chi entrava in città. 
Nel 1437 subisce un attacco da parte di Francesco Piccinino condottiero al servizio di Filippo Maria Visconti, che attaccò la città attraversando borgo Pignolo per giungere in Sant'Agostino, ma la città fu presto riconsegnata a Venezia da Bartolomeo Colleoni. 
Questi nel 1472, dopo la demolizione delle sagrestie di Santa Maria Maggiore, iniziò la costruzione della sua cappella funebre. Durante la dominazione Veneziana la città subisce importanti modifiche: il Palazzo comunale viene ricostruito; per ospitare il mercato viene realizzata l'attuale piazza Mascheroni e viene sistemata l'attuale piazza Pontida. Vengono riunificati gli undici ospedali che avevano una gestione autonoma, nell'ospedale di san Marco, e fu aperto il porticato del Palazzo della Ragione (1452). Queste opere portarono in Bergamo artisti e architetti famosi come il Filarete per la riedificazione del Duomo di Bergamo, e Giovanni Antonio Amadeo per la Cappella Colleoni, e il Bramante per i dipinti sul palazzo comunale.
La Lega di Cambrai che cercava di arrestare l'avanzata veneziana sui territori di terra, il 10 dicembre 1508, decise di invadere la repubblica veneta, e con la vittoria della Guerra della Lega di Cambrai si decise di dividere i territori veneziani, Bergamo sarebbe stata territorio occupato dai francesi, i quali entrando in città la devastarono iniziando un periodo di soprusi e distruzione.
Nei primi anni del XVI secolo Bergamo subì numerosi attacchi, le famiglie si divisero tra favorevoli a Venezia come i Colleoni, e quelli favorevoli al re francese Luigi XII come gli Albani o i Sacco, mentre le valli erano a favore dei veneziani, e la notte del 2 febbraio 1512, a seguito della ribellione dei bresciani alcuni abitanti delle valli e di Martinengo entrarono in città liberandola dai francesi. Ma la città venne nuovamente occupata da Gastone de Foix, per poi ritornare sotto il dominio veneto nel il 9 giugno del medesimo anno. Tutto questo portò a una distruzione di molte parti della città ponendola allo stremo economico. 
Solo dopo il Trattato di Noyon del 13 agosto 1516 a Bergamo si raggiunse un periodo di pace dopo tanta devastazione tornando definitivamente sotto il dominio veneziano, diventando così terra di confine e soggetta a incursioni d'oltralpe.

### La costruzione delle Mura veneziane e della via Priula

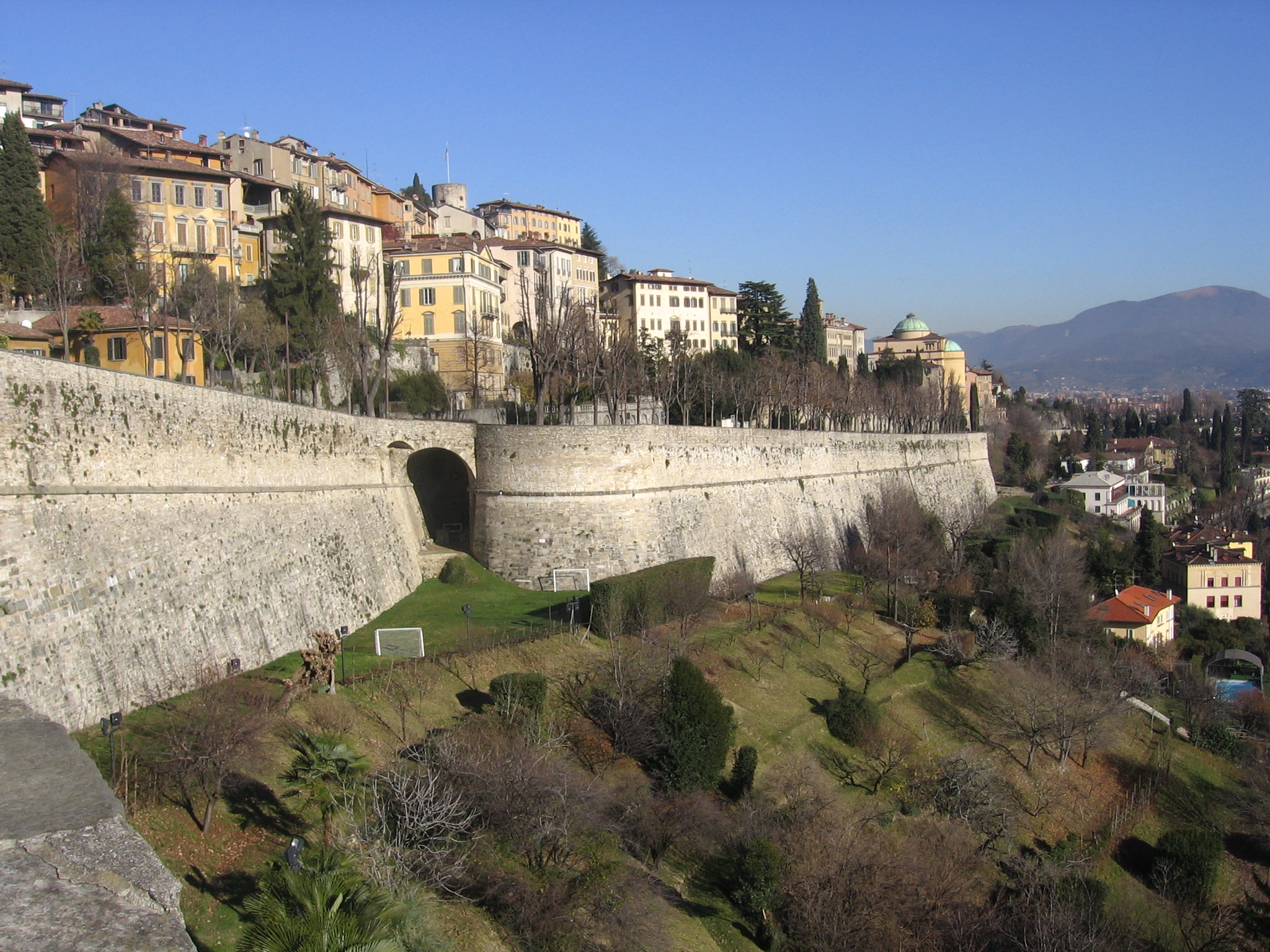
Piattaforma di Sant'Andrea (vista dalla porta di San Giacomo)

All'inizio del XVI secolo la città subisce due invasioni francesi e sette spagnole, alternate alla riconquista veneziana. È la Repubblica di Venezia, nel 1561, a dare inizio alla costruzione delle mura di città alta.
Erano tempi in cui, con la recente scoperta delle Americhe, la Serenissima stava iniziando il suo inesorabile declino nel dominio dei commerci marittimi e, a causa di ciò, rivolgeva una sempre maggiore attenzione ai commerci che avvenivano verso il centro d'Europa. A tal riguardo la terra bergamasca cominciò a rivestire un ruolo strategico di primissimo piano, accresciuto dal progetto di costruire la via Priula, una strada che avrebbe collegato, tramite la val Brembana, la città di Bergamo (e quindi tutti i territori della Repubblica di Venezia) col Canton Grigioni, considerato alleato e fino ad allora raggiungibile soltanto passando attraverso territori dominati dagli Spagnoli, e quindi soggetti a fortissimi dazi commerciali.

Il territorio della bergamasca aveva una ricca produzione di pannolana, che veniva venduta in tutti i mercati sia lombardi ma anche liguri e piemontesi. Questa produzione era stata da sempre protetta dall'amministrazione comunale, ma i veneziani imposero un dazio sulla lana che doveva giungere anche dall'estero, essendo insufficiente la produzione locale, furono quindi imposte tasse per il commercio della lana come indicato nel “Contractus Datorium Bergomi” del 1575 e successivamente nella “Raccolta delle terminazioni et ordini” del 1721. I dazi imposti erano del 14% sul valore capitale, si consideri che portarono un introito di tre milioni di lire venete già nella seconda metà del Cinquecento. Il medesimo dazio fu imposto alla produzione di baco da seta, la cui lavorazione di seta e velluto era considerata di alta qualità.
Ai dodici e più milioni di franchi si fa ascendere in quest'anno il valore dei serici prodotti, dei quali la maggior parte in Inghilterra viene spedita., Questa è la somma che l'esportazione loro fa in capo all'anno entrate dall'estero nella provincia; ma siccome non una stessa mano è quella che raccoglie, fila, lavora le sete e in lontano paese le invia, così puoi giudicare quanto quel ricchissimo capitale, rigirandosi per mille mani, svariate proporzioni produca di parziali contrattamenti.
Questi interessi della Repubblica di Venezia vennero sovente attaccati e messi in discussione dal vicino Ducato di Milano, gestito dal ramo spagnolo della potente famiglia degli Asburgo, ma anche dalle truppe francesi. Le cronache riportano di numerose battaglie nella città bergamasca nei primi due decenni del XVI secolo, la più cruenta delle quali si verificò tra il 1515 ed il 1516, con un grande utilizzo di cannoni e colubrine da parte di entrambi i contendenti.
I veneziani decisero allora di adottare provvedimenti volti a proteggere la città, che in quel tempo rivestiva appunto una notevole importanza strategica.
Molti progetti furono esaminati, ma quello finale e definitivo prevedeva la costruzione di un'imponente cinta muraria che avrebbe interessato la parte collinare della città stessa, trasformandola in una vera e propria fortezza.
Tuttavia la decisione di dotare Bergamo di una così ardita opera aveva una valenza politica piuttosto che militare: difatti le dimensioni della cinta muraria erano si imponenti, ma non sufficientemente da comprendere tutta la città bassa che, rimanendo quindi esclusa, la rendeva di fatto un'opera utilizzabile soltanto per fini difensivi, e non per organizzarvi un attacco ai vicini domini spagnoli. Era quindi una tacita ammissione di rinuncia da parte della Serenissima ad ampliare i propri domini in Lombardia, anche a causa dei sempre maggiori impegni bellici profusi contro l'esercito turco: le dimensioni ridotte difatti non potevano permettere l'ammassamento di grandi contingenti militari al punto di farne una testa di ponte per attaccare la città di Milano ed i territori limitrofi.

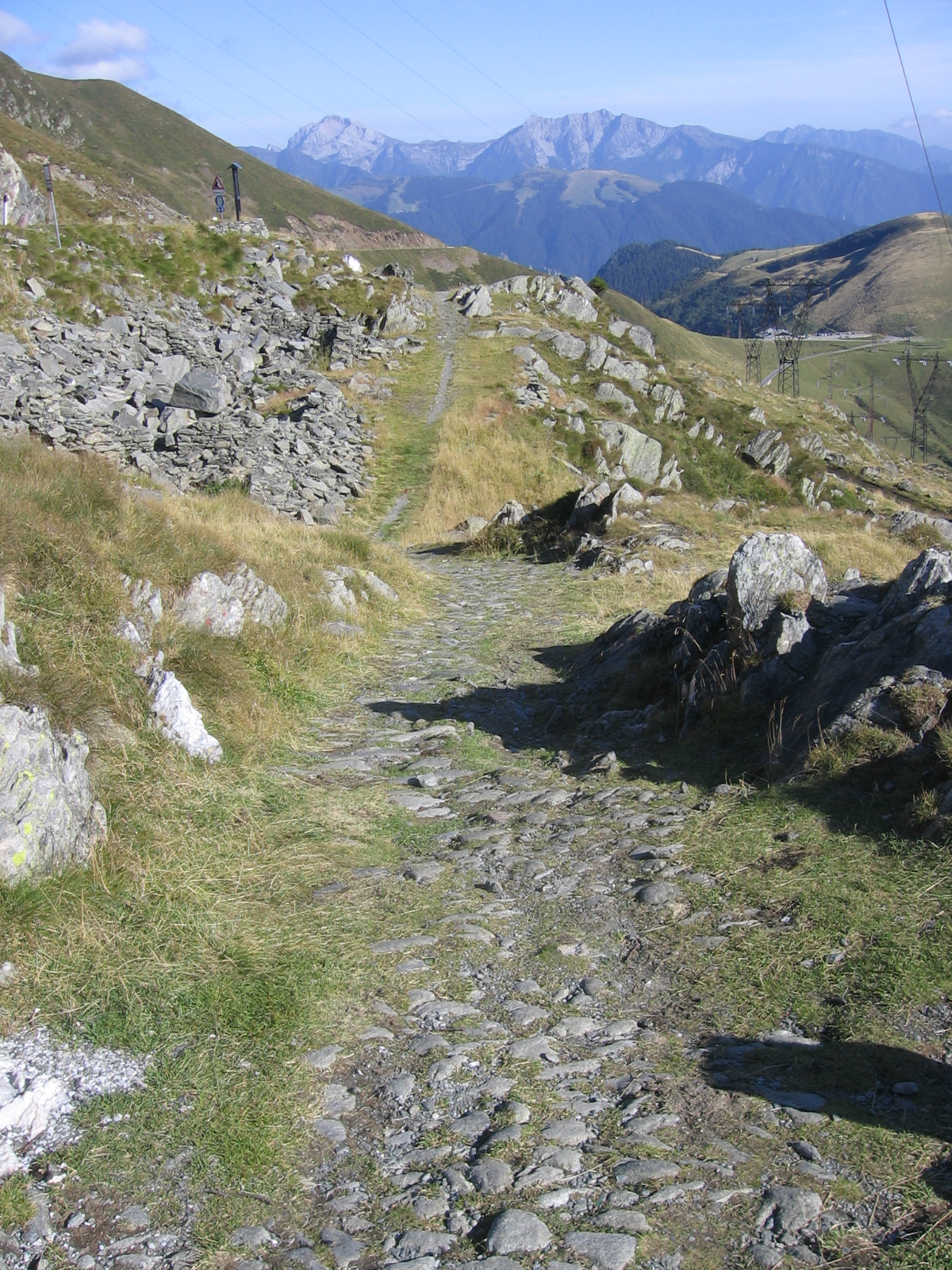
La Via Priula a Mezzoldo

Nel 1592-1593 Alvise Priuli, podestà di Bergamo, ordina la costruzione di una strada lastricata tra Bergamo e Morbegno, lungo la val Brembana: "Ho fatto tagliare una strada nel sasso vivo.." La via Priula garantisce i commerci tra la Serenissima e il Canton Grigioni svizzero (di cui la Valtellina era parte) attraverso il passo di San Marco, permettendo di evitare i territori milanesi e spagnoli del Lago di Como. Il passaggio dalla valle alla città è permesso dalle chiavi della Botta (toponimo del quale ancora oggi non è chiara l'origine ma così descritto un pezzo di strada sostenuta da archi appoggiati sopra macigni eminenti sul Brembo, che vi passa ad una spaventosa profondità", nelle parole di Giovanni Maironi da Ponte. La strada continua poi solcando l'antico ponte di Sedrina, già allora esistente e tuttora visibile, proseguendo poi per Zogno, San Pellegrino Terme, San Giovanni Bianco, Piazza Brembana, Olmo al Brembo, Mezzoldo e Passo San Marco. Manufatti antropici ancora esistenti e degni di nota sono: la casa cantoniera di San Marco, voluta e costruita dallo stesso Priuli, e la Dogana Veneta di Mezzoldo.
La carestia prima e l'epidemia di peste poi (quella descritta da Alessandro Manzoni ne I promessi sposi) mietono circa diecimila vittime a Bergamo nel 1630. Il cancelliere cittadino Lorenzo Ghirardelli ne fa un resoconto su ordine del consiglio cittadino anche a testimonianza delle disposizioni atte a limitare il contagio. Erano stati emessi proclami da parte dei rettori e sopraintendenti cittadini perché venissero usare importanti precauzioni onde evitare il diffondersi del contagio. In particolare quello del 20 giugno 1630 riguardava i mietitori che scendevano dalle valli per offrire il loro lavoro in pianura. Questi non dovevano poi al ritorno, mischiarsi con altre persone ma “far contumacia di giorni quindeci stando chiusi nelle case proprie e restando sani s'intendano liberi”. Molte persone però non si muovevano più dalle località e questo causò il cessare del flusso di generi alimentari, i soli che avevano libero transito e che potevano quindi portare alimentari erano gli uomini di fede provenienti dai monasteri e conventi.
Verso la fine del 1700 Alvise Contarini, podestà di Bergamo, fece realizzare i ponti in pietra oltre le porte di Città Alta, eliminando i ponti levatoi, e inaugurò una fontana leonina (che oggi porta il suo nome) in piazza Vecchia. Allo stesso tempo, nell'area del Sentierone in città bassa, si sviluppava la fiera di Sant'Alessandro.
Il 1789 portò in città la notizia della rivoluzione francese. I giornali francesi, benché proibiti, circolavano, mentre il dominio veneziano cadeva di prestigio e consenso a causa dei continui aumenti dei prezzi e delle tasse.

## La Rivoluzione e la Repubblica Bergamasca

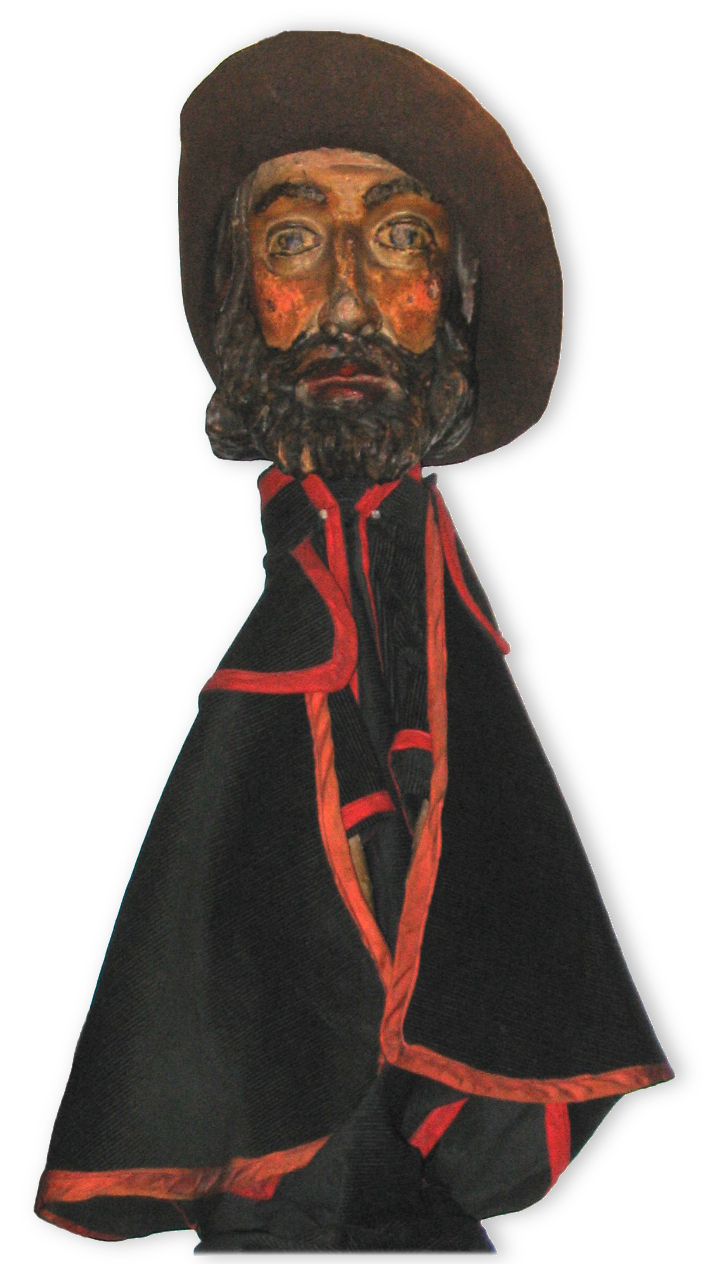
Pacì Paciana, personaggio del teatro dei burattini bergamasco, figura di brigante collegata ai rivolgimenti rivoluzionari

Nel 1796 le truppe rivoluzionarie francesi entrano in città ponendo fine al lungo dominio veneziano e fondando la Repubblica Bergamasca, la cui breve vita si conclude con la sua inclusione nella Repubblica Cisalpina (trattato di Campoformio) e nel regno d'Italia di Napoleone, nel 1805.
La Repubblica nacque a seguito dell'occupazione militare francese delle città di Brescia e Bergamo allora appartenenti alla Repubblica di Venezia, e confluì infine nella Repubblica Cisalpina.
Le truppe francesi a Bergamo fecero ingresso a Bergamo il giorno di Natale del 1796, senza combattimenti, in accordo col podestà Ottolini, che aveva concordato il ritiro delle truppe veneziane.
Il 12 marzo 1797 veniva così proclamata la Repubblica Bergamasca. Ottolini, minacciato di arresto, partiva per Brescia, mentre veniva eletta la nuova municipalità, formata da 24 persone, che istituiva anche una parvenza di esercito.
Due giorni dopo la Repubblica votava l'annessione alla Repubblica Cispadana, e venivano rimossi i simboli veneti dalle porte delle mura. L'Albero della libertà veniva eretto in piazza Vecchia, oltre che nelle contrade.
Nelle valli prendeva però forma una sorta di contro-rivoluzione: la Repubblica sembrava infatti essere anti-religiosa, e soprattutto nei paesi il carisma del clero riusciva a mantenere la popolazione dalla parte dei veneziani. La rivolta veniva tuttavia sedata nel giro di un mese.
Il 24 aprile del 1799, mentre Napoleone era impegnato nella campagna d'Egitto, l'esercito austro-russo entrò a Bergamo dalla Porta Broseta e vi fu una breve scaramuccia coi pochi soldati francesi rimasti e i pochi volontari; i morti furono una decina in tutto. La sera di quel giorno venne celebrato un “Te Deum” di ringraziamento, ma ben presto i nuovi venuti iniziarono a saccheggiare e fare violenze.
Bergamo rientra nei domini napoleonici, come parte del Regno d'Italia a seguito della battaglia di Marengo.
Napoleone sfruttava le 200 miniere e le 268 ferriere attive nella bergamasca per fornire le armi al suo esercito in vista anche della Campagna di Russia. Dopo la disfatta in Russia e la Battaglia di Waterloo, vi fu il Congresso di Vienna.
In questo periodo nacquero i primi giornali bergamaschi:
- Il Patriota bergamasco, bisettimanale di quattro facciate che uscì il martedì e il venerdì. Ne furono stampati 50 numeri dal 23 maggio 1797 al 10 novembre dello stesso anno.
- Giornale degli uomini liberi, bisettimanale distribuito il martedì e il venerdì. Ne uscirono 26 numeri tra il 4 luglio e il 3 aprile 1798, poi una pausa e rinacque dal 3 luglio al 24 ottobre del 1800.
- Foglio periodico del dipartimento del Serio, bisettimanale distribuito il martedì e il venerdì dal 6 aprile al 30 giugno 1798.
- Redattore politico, bisettimanale che uscì il lunedì e il giovedì dal 13 gennaio al 29 maggio 1800.

## Bergamo nel Lombardo-Veneto

Lo stemma di Bergamo Città Regia

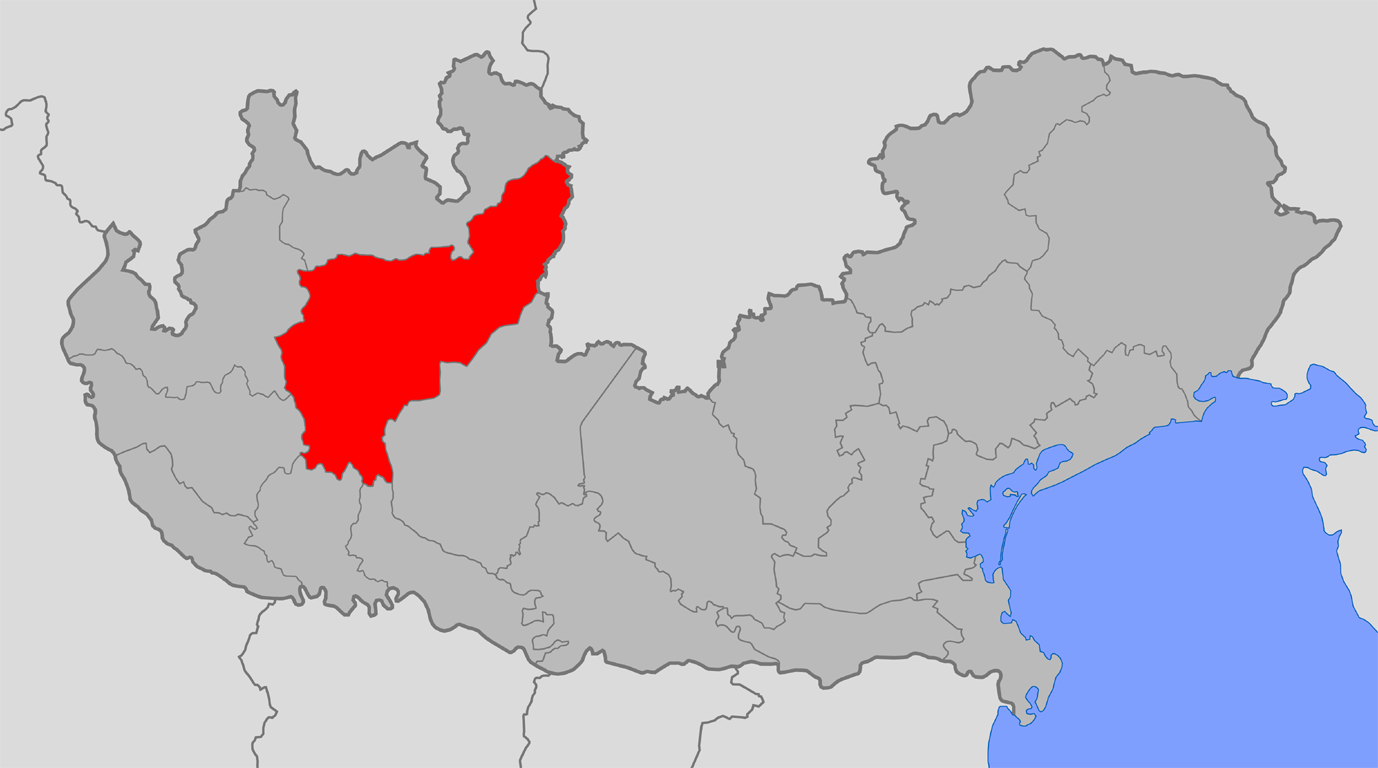
Bergamo nel Lombardo-Veneto

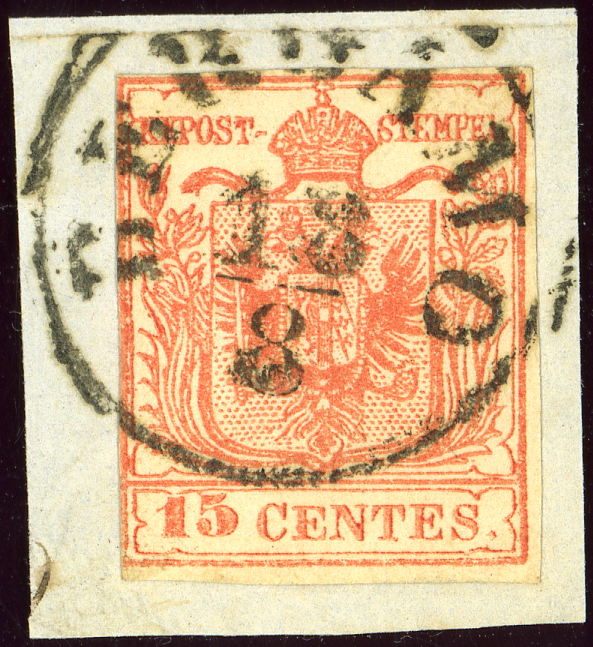
Francobollo lombardo-veneto del 1854, timbrato a Bergamo

Il Congresso di Vienna, nel 1815, rende Bergamo parte del Regno Lombardo-Veneto, e capoluogo dell'omonima provincia.
Inizialmente gli austriaci vennero accolti come i restauratori dell'ordine, la città ricevette nel 1816 e nel 1825 la visita di Francesco I.
Quando nel 1838 Ferdinando I d'Austria venne in visita alla città, accompagnato da oltre 200 fra duchi e nobili di ogni genere, vi fu una festa durata tre giorni con luminarie, spettacoli e cerimonie.
In ricordo di questa visita furono innalzati i propilei di Porta Nuova e la strada che dalla stazione (non ancora esistente) saliva fino a Porta S. Agostino, fu chiamata Via Ferdinandea.
All'epoca la città contava 30.000 abitanti.
Ormai Bergamo era costituita da due città: quella alta abitata dai nobili in ricchi palazzi e nella parte bassa i borghi: S. Leonardo, abitato dai commercianti, S. Antonio, Pignolo, S. Tommaso, S. Caterina.
Nei quattro secoli di dominazione veneta l'arte, la pittura, la scultura, il gusto del bello erano di casa, ma solo nei palazzi dei ricchi, nelle chiese e negli edifici pubblici.
Per quello che riguardava invece il popolo i problemi erano molti: l'acqua potabile, i pozzi neri, le fognature che non esistevano e il problema dei rifiuti di ogni genere che causavano frequentemente il colera per colpa del quale ci furono 915 morti nel 1836 e 723 nel 1849. La popolazione aveva paura; non ci furono più feste, le osterie restavano vuote, la gente restava chiusa in casa. Gli ufficiali sanitari passavano con le carrette a ritirare i cadaveri e la campana a morto suonava in continuazione.
Il periodo di dominazione asburgica vede l'industrializzazione del territorio, anche grazie agli investimenti di famiglie austriache che si trasferiscono a Bergamo (Legler, Fritz, Von Wunster), introducono la coltivazione del baco da seta e impiantano filande e manifatture.
Nel marzo 1848, in contemporanea con le cinque giornate di Milano, oltre all'invio di aiuti a Milano, anche a Bergamo vi furono dei moti. La sera di venerdì 17 marzo, alcuni dimostranti si diressero verso il Sentierone fino alla caserma di Santa Marta (presso la Torre dei Caduti), ma furono subito dispersi. La manifestazione si ripropose, più grande ancora, il giorno successivo, e la guarnigione austriaca dovette allontanarsi. In città arrivarono Garibaldi, per prepararne le difese, e Mazzini, che tenne un discorso in piazza della Legna (piazza Pontida). Tornarono però anche gli austriaci in numero maggiore: i patrioti bergamaschi dovettero rifugiarsi in Svizzera, coloro che rimasero furono fatti prigionieri e giustiziati nel cortile della Rocca o alla Fara.
La ferrovia arriva a Bergamo nel 1857. La via Ferdinandea (oggi viale Vittorio Emanuele II) collega la stazione con la Città Alta.

## L'Unità d'Italia e Bergamo Città dei Mille

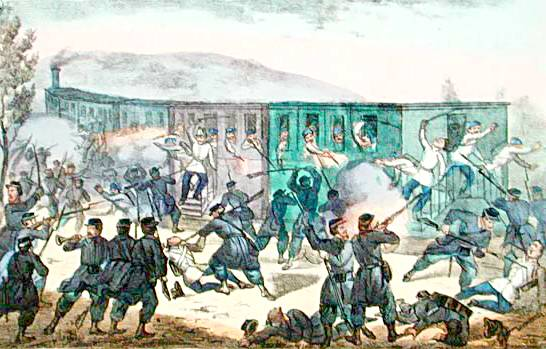
Agguato dei Cacciatori delle Alpi ad un convoglio austriaco a Seriate nel giugno 1859

L'8 giugno 1859 Giuseppe Garibaldi fa il suo ingresso nella città, ponendo fine al dominio austriaco. Porta San Lorenzo, da cui passò, venne ribattezzata Porta Garibaldi.
Nel 1859, in seguito alla seconda guerra d'indipendenza, la Pace di Zurigo dispose l'annessione di Bergamo e di gran parte della Lombardia al Regno di Sardegna.
Il governo sardo emanò il Decreto Rattazzi, che ridisegnava la suddivisione amministrativa del regno. La provincia di Bergamo fu ridotta, col passaggio della Val Camonica alla provincia di Brescia.
Il 22 agosto 1859 Vittorio Emanuele II visitava Bergamo: Città Alta fu illuminata a giorno da ben 50.000 fiaccole.

L'anno successivo 174 bergamaschi partono con Garibaldi nella Spedizione dei Mille, dando ottima prova di sé, come testimoniò lo stesso Garibaldi con una lettera da Caprera del 10 febbraio 1864 indirizzata all'allora sindaco Camozzi 
(ex atti Museo delle Storie di Bergamo)
Le cronache dell'epoca raccontano che i preti delle valli dissuasero molti altri giovani dal partire con le camicie rosse di Garibaldi.
Nel 1872 la sede del comune viene trasferita nella città bassa, ormai diventata un centro urbano; nel 1887 entra in funzione la Funicolare di Bergamo Alta, che attraversa le mura, seguita nel 1912 dalla seconda Funicolare di Bergamo - San Vigilio
Nel 1901 vengono demolite le Muraine, che svolgevano la funzione di dogana fino a pochi anni prima e viene costruita la strada di circonvallazione. Col materiale recuperato si costruisce il Famedio del Cimitero monumentale di Bergamo. Un varco viene anche aperto nelle mura veneziane all'altezza di Castagneta (via Beltrami), per permettere la comunicazione coi colli.

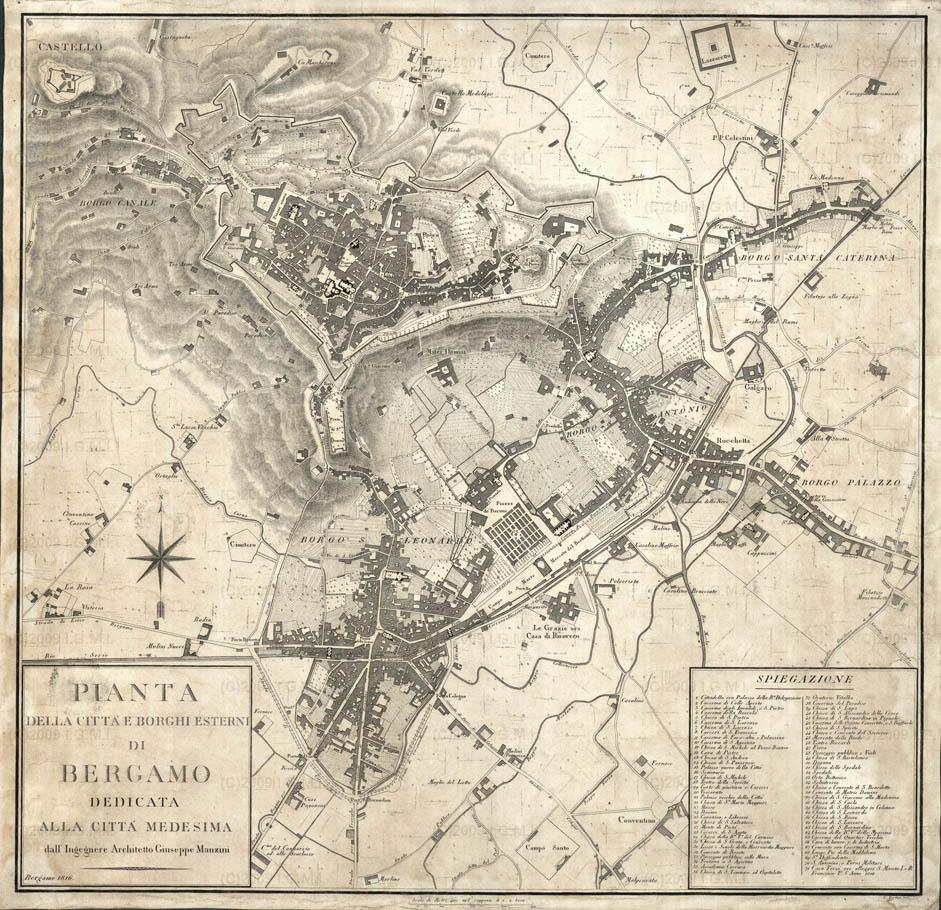
Bergamo nel 1816 (G.Manzini). Si notino i cimiteri di Santa Lucia, San Giorgio (Malpensata) e Valtesse, poi unificati nel Cimitero monumentale (ex San Maurizio).
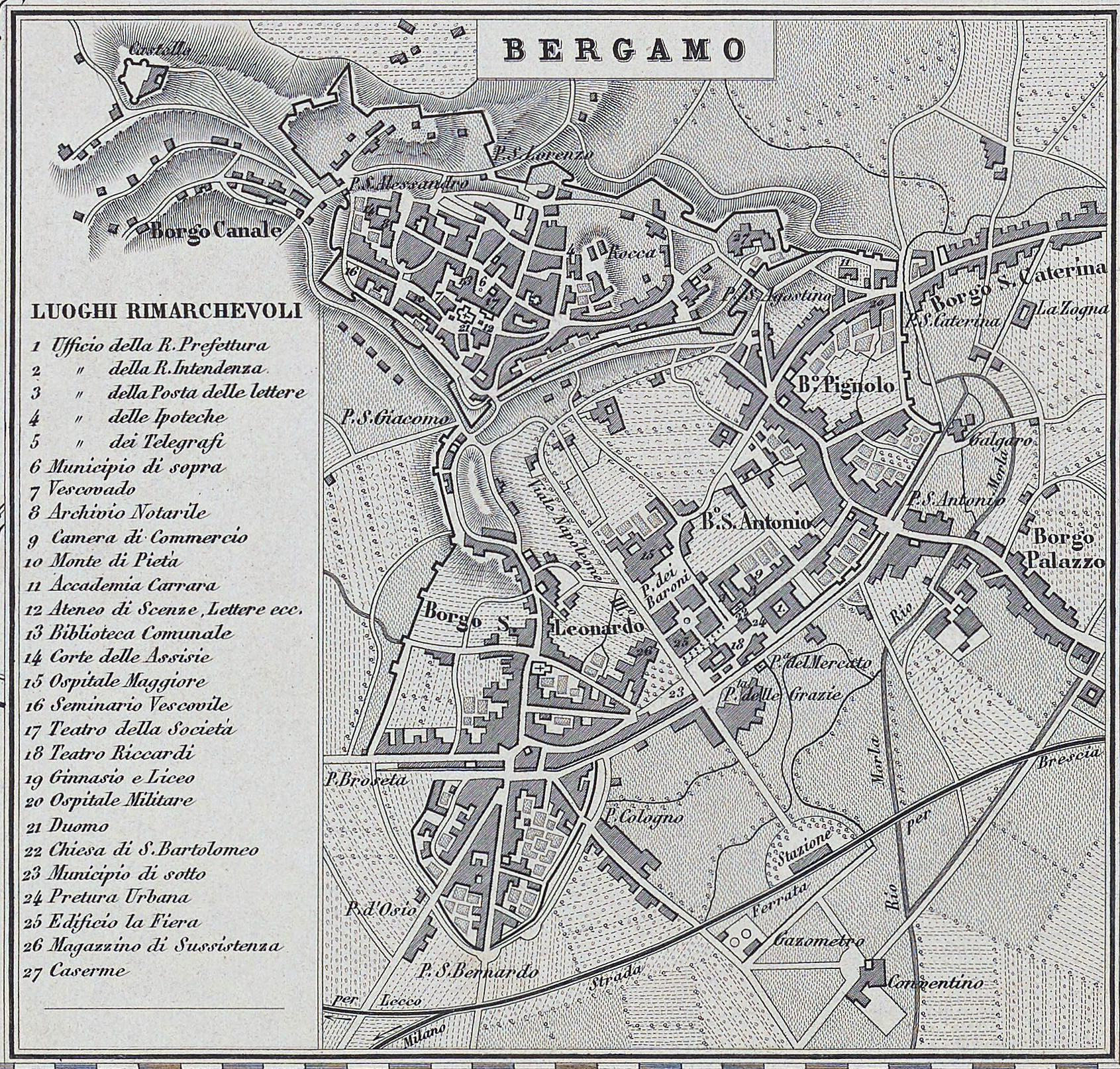
Bergamo nel 1868 (Vallardi), dopo la costruzione della stazione ferroviaria e della Via Ferdinandea (qui viale Napoleone III)
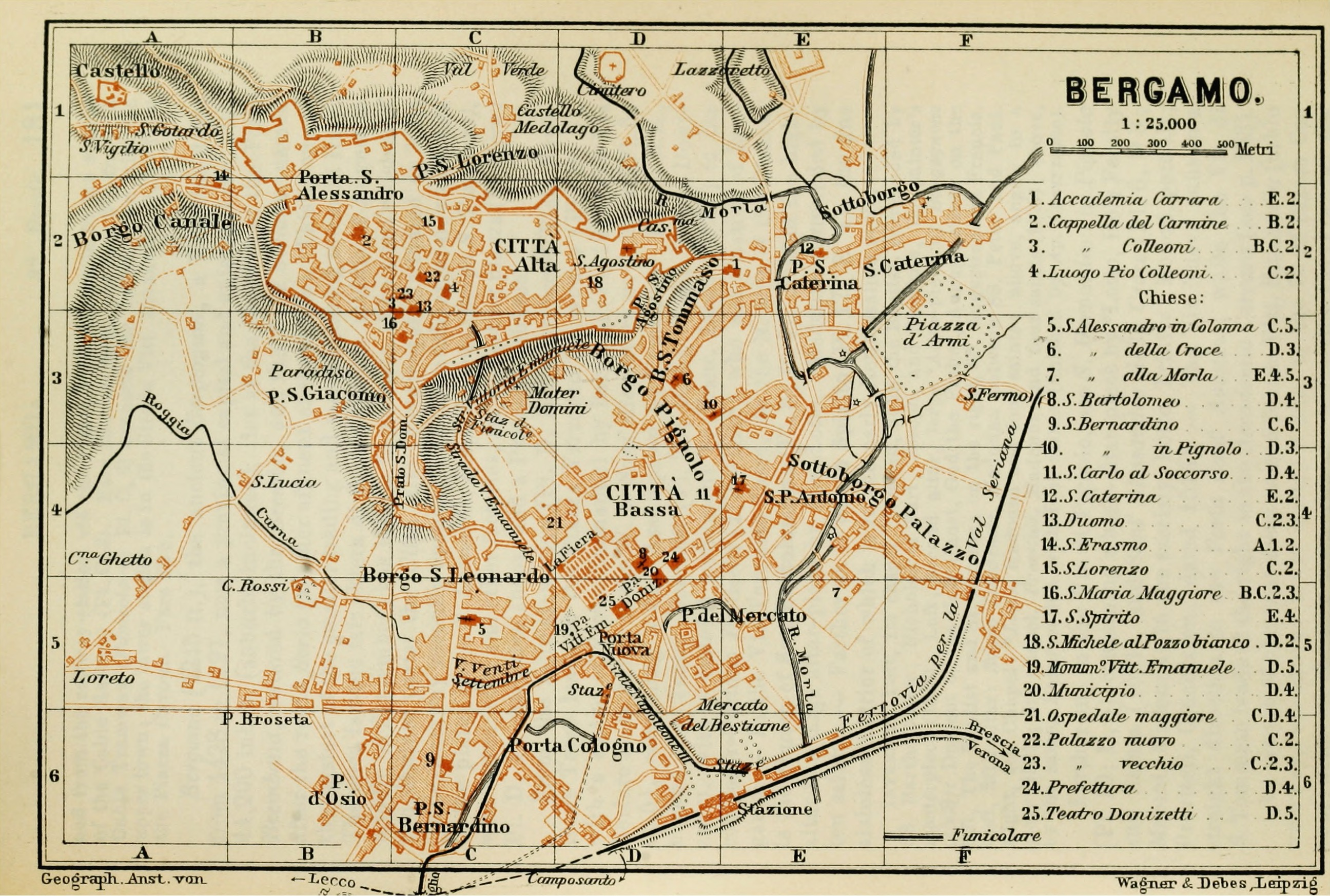
Bergamo nel 1893 (Baedeker). Si noti il nuovo Foro Boario presso la stazione, e la stazione dei tram presso Porta Nuova. Il campo di Marte, spostato alla piazza d'armi fuori città, è sostituito dagli slarghi del Sentierone.
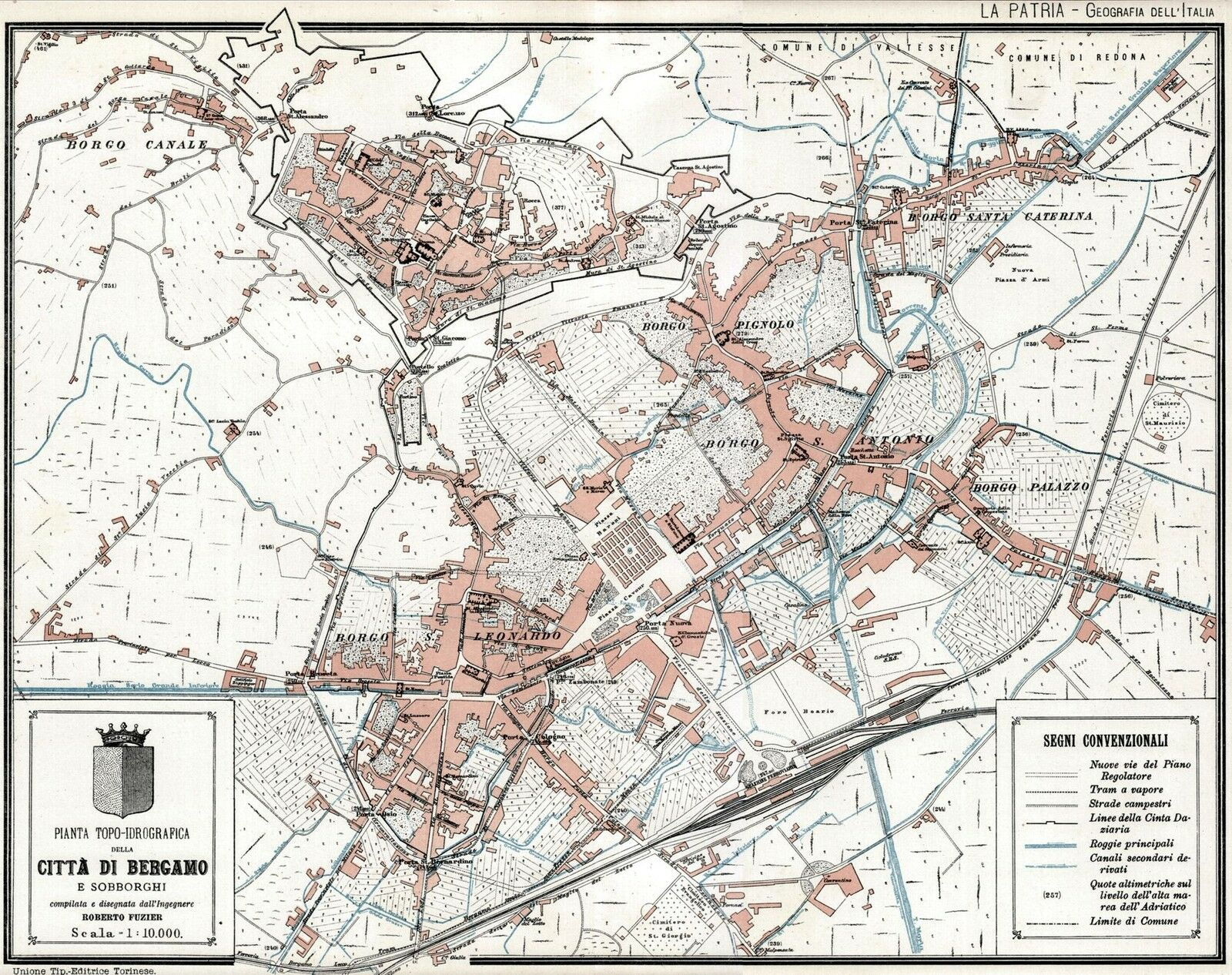
Bergamo nel 1898 (R. Fuzier). Inizia a prendere forma l'impianto viario moderno del centro di Bergamo bassa. Si notano ancora i 4 cimiteri.
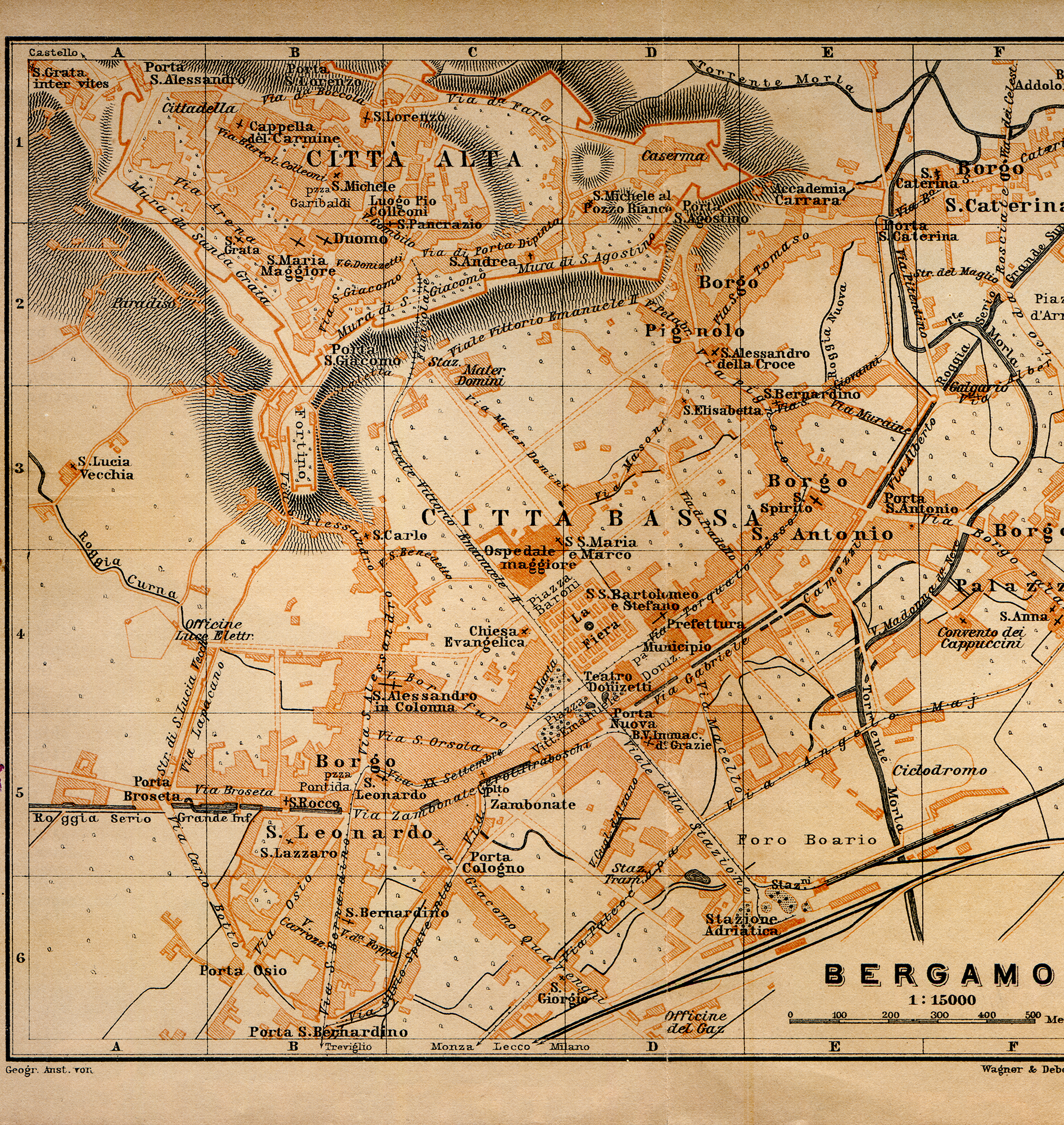
Bergamo nel 1906. Con le nuove istituzioni (Municipio, Prefettura, Teatro Donizetti) prende forma il centro di città bassa, prima dell'intervento piacentiniano

## XX secolo

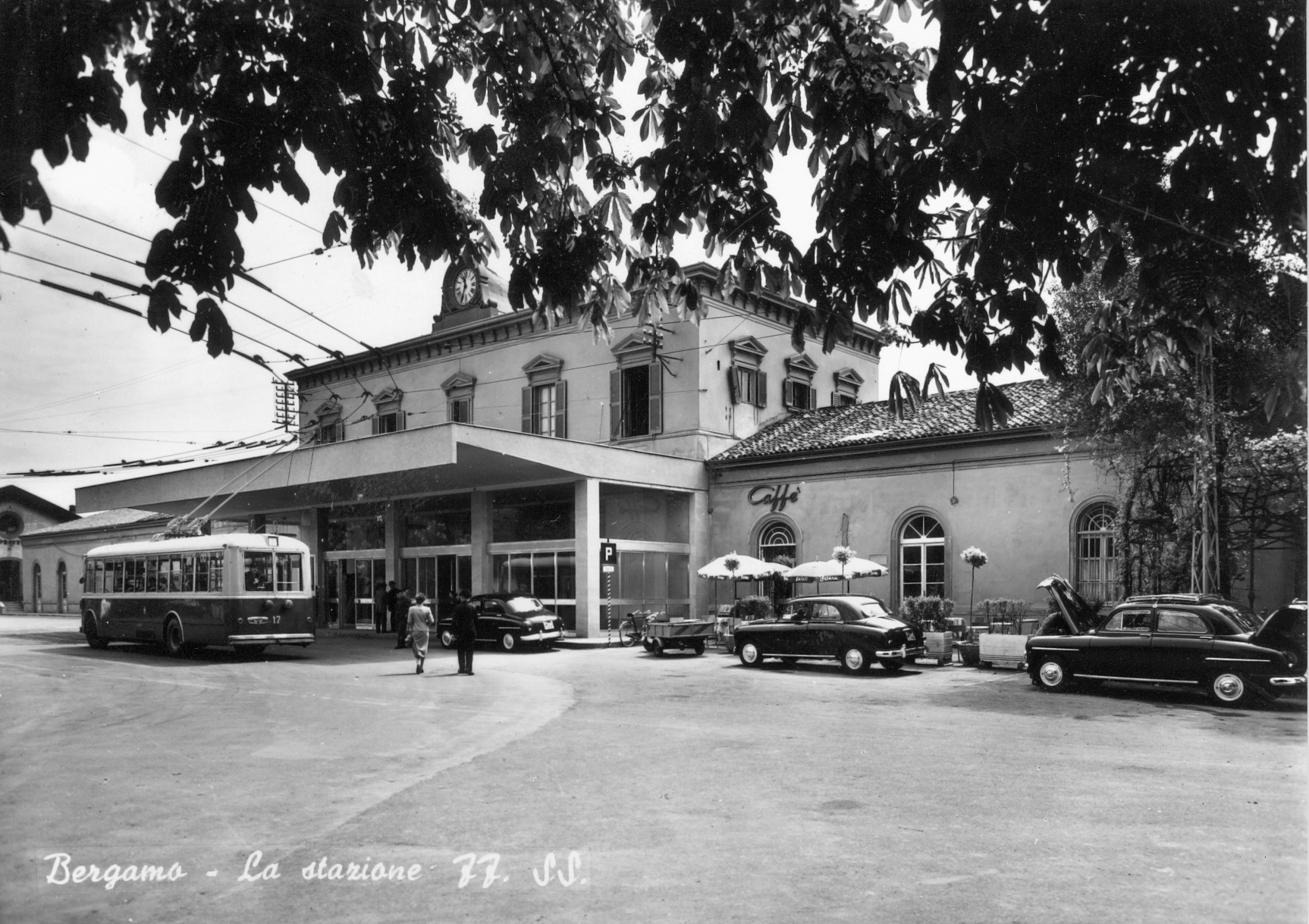
Stazione di Bergamo nel secondo dopoguerra

Negli anni della prima guerra mondiale sono molti i bergamaschi arruolati tra le truppe alpine ed impegnati al fronte.
Tra 1912 e 1927 viene realizzato il progetto di trasformazione urbana del 1907 di Marcello Piacentini: la fiera di Sant'Alessandro, rimossa, si trasforma nel nuovo centro cittadino, sull'asse tra la stazione ferroviaria e Città Alta, con la costruzione del Palazzo della Banca d'Italia (1912-14), del Palazzo della Camera di Commercio (1924), della Torre dei Caduti (1924) e del Palazzo di Giustizia (1927). Nel 1928 viene costruito lo stadio comunale, terreno di gioco dell'Atalanta (squadra fondata nel 1907). Le trasformazioni urbane continuano durante il periodo fascista con la costruzione della Casa Littoria (1938) e della torre dei Venti dell'autostrada (1939). Del 1934 è il piano di risanamento di Città Alta ad opera di Luigi Angelini. Bergamo ingloba amministrativamente alcuni comuni circonvicini: Longuelo, Redona, Colognola.
La città fu risparmiata da devastazioni durante la seconda guerra mondiale; ebbe la fortuna di non subire alcun bombardamento (se non nella vicina Dalmine).
Nel 1958 il cardinale Angelo Giuseppe Roncalli, nato a Sotto il Monte, fu eletto al soglio pontificio assumendo il nome di Giovanni XXIII.
Il primo piano regolatore generale della città è del 1951-56, a firma di Giovanni Muzio e Morini, intende sbloccare la città verso oriente nella direzione delle valli, verso occidente nella direzione di Ponte San Pietro e soprattutto (ma l'idea viene accantonata in fase di realizzazione) verso Sud oltre le linee ferroviarie. Il piano prevede uno sviluppo per azzonamento, con un'espansione a 180.000 abitanti entro il 1981, attraverso la costruzione di quartieri periferici autonomi e limitati quali città satellite.
Già nel 1961-1964 si provvede alla revisione del piano regolatore, per conciliarne le previsioni con l'effettivo sviluppo della città, avvenuto verso ovest e nord-est (Longuelo e Valtesse) piuttosto che verso sud, oltre la ferrovia, secondo una urbanizzazione a mezzaluna. Il nuovo piano prevede un centro direzionale sull'area oltre la ferrovia ma, nuovamente, la realizzazione è compromessa dalla mancanza di accordo con le FS.
In concomitanza col Piano Regolatore Intercomunale del 1963, il nuovo programma di revisione del PRG del 1965 prevede uno sviluppo lineare dell'abitato lungo l'asse della ferrovia Brescia-Milano. Il piano regolatore di Bergamo, steso tra 1965 e 1969 da Giovanni Astengo e Dodi e approvato nel 1972, introduce un modello di sviluppo per poli, basato sullo sviluppo dei paesi dell'hinterland, di cui Bergamo si pone come centro motore dell'area metropolitana (effetto città), per uno sviluppo totale fino a 150.000 abitanti per il comune e 400.000 per l'hinterland. Il piano prevede anche il recupero di Città Alta e dei Borghi, e dell'ambiente naturale della città, attraverso il Parco dei Colli di Bergamo. Un'autostrada urbana sopraelevata avrebbe dovuto collegare la Briantea, la Stazione e il rondò delle valli, mentre a sud della Stazione, al solito, si sarebbe dovuto sviluppare un centro direzionale.
È del 1972 l'apertura dell'aeroporto civile di Orio al Serio e del 1985 il primo trapianto di cuore, eseguito presso gli Ospedali Riuniti.
Gli anni settanta e ottanta vedono l'espansione dell'area urbana, con la costruzione delle case popolari 167 in diversi quartieri, tra cui Loreto (Bergamo) e Celadina. Vengono inoltre introdotte le circoscrizioni cittadine: inizialmente 9, quindi 7, dal 2009 solo tre.
Negli anni novanta Bergamo approva un terzo piano regolatore, su progetto di Bernardo Secchi e Vittorio Gandolfi, elaborato tra 1995 e 1999, un piano di conservazione e trasformazione della città intensa come insieme di sistemi. Il piano indica il posizionamento del nuovo ospedale prima alla Martinella e quindi alla Trucca, dell'università nel polo ospedaliero, della nuova fiera alla Celadina e del palazzo di giustizia nei pressi della stazione, mentre individua un sistema di parchi di contorno (parco sud, parco est, parco ovest).

## XXI secolo
Dal 9 luglio 2017 le mura veneziane di Bergamo sono entrate a far parte dell'UNESCO, come patrimonio dell'umanità, nel sito seriale transnazionale "Opere di difesa veneziane tra XVI e XVII secolo: Stato da Terra-Stato da Mar occidentale". Ad ottobre dello stesso anno si tiene a Bergamo il 43° vertice del G7 sull'agricoltura nell'ambito del più ampio meeting internazionale organizzato a Taormina. La "Carta di Bergamo", un impegno internazionale firmato durante il vertice, mira a ridurre la fame nel mondo entro il 2030, rafforzare la cooperazione per lo sviluppo agricolo in Africa e garantire la trasparenza dei prezzi.
Durante la prima fase della pandemia di COVID-19 del 2020 la città di Bergamo e la sua provincia attirano tristemente l'attenzione della cronaca mondiale in quanto uno dei territori italiani ed europei maggiormente colpiti dal contagio. Le immagini della lunga fila di camion dell'Esercito che trasportano i feretri delle vittime del COVID-19 fuori dalla città ebbero visibilità mondiale.
Nella classifica del Sole 24 ore del 2024 sulla qualità della vita, la città si è classifica prima.